# 中国画
中国传统绘画，也称丹青，简称“国画”。指中华文化的传统绘画艺术，是琴棋书画四艺之一。狭义的国画指青绿设色画水墨画，而广义的国画则是中国传统风格的壁画、锦画、刺绣、重彩、水墨画、石刻乃至年畫和陶瓷上的绘画等的艺术，也包括近代的中国油画和水彩畫等。
国画历史悠久，在东周墓葬中出土过最早的帛画作《龍鳳仕女圖》，傳世最早最完整的作品是顾恺之《女史箴图》的唐朝摹本。在五代十国以后中国文人艺术家得到了很高的社会地位。宋代以前繪圖在絹帛上，材料昂貴，因此國畫題材多以王宮貴族肖像或生活記錄等，直至宋元兩代後，紙材改良，推廣與士大夫文人畫興起等，讓國畫題材技法多元。明代繪畫推廣到大眾，成為市民生活的一部份，風俗畫因此產生。清末，繪畫材料多元，朝多方面發展。
「书画」則是書法和繪畫的总稱，尤專指中国傳統的書法和繪畫。由於中国作畫傳統以墨為主，並輔以書法題字，在畫作上題詩，為書畫同源之始，因此兩者經常並稱。中国古画「远取其势，进取其质」很多国古画的写实在于画家不仅仅是画出了形状，而且记录了建筑的结构，音乐乐器，舞蹈。很多学者根据这些了解到了以前的乐谱，舞步，甚至以前的小吃都可从画里摸索出来。

## 畫具
国画与西方绘画最大不同的区别是颜色调剂上，首先国画用的墨的主要调剂是胶，胶的稀釋剂，可直接用清水，用其它色彩，也是以胶和，多以矿物质石青、石绿、朱砂等，都是可直接用水稀釋的；而西方油画用色的调剂是油剂。
除了用墨汁，傳統書畫工具還有毛筆、宣紙和硃砂等。

## 特點
中國畫的長寬高，傾向縱長或橫長佈局。這一特點可能與中國畫使用絲綢作畫布，而絲織品在古代有嚴格的形制規定有關。但更为主要的是在南北宋时期有竖向到横向的转变。中国画经过了千百余年的演变，其中以南宋时期横轴长卷最为代表性。
中国山水画强调时间和空间的弹性。空间上，要从多个角度来观看事物，人像画的流传儿流传过，然而正如放弃色彩一般放弃了这种单一的看事物的方法。上升到了一个注重看画体验和画家表达形式的高度。

## 国画的分类
- 文人画：亦称“士人画”。中国传统绘画及東亞其他地區唐畫的重要风格流派，泛指中国古代社会中文人、士大夫的绘画，以别于宫廷绘画（院畫）或民间绘画。
- 院體畫
- 民俗畫

按绘画发展史分：
- 传统国画
- 现代国画

按绘画思维分：
- 具象国画
- 抽象国画

按绘画内容分：
- 花鸟画
- 虫鱼走兽画
- 山水画
- 风俗画
- 人物画
- 宮室畫

按绘画技法分：
- 工笔画
- 写生画
- 寫意畫（寫意精神）
  - 小写意画
  - 大写意画
- 重彩画
- 水墨画
- 白描画
- 敦煌壁画
- 内画
- 烏骨畫
- 石版畫

## 歷史

### 秦漢

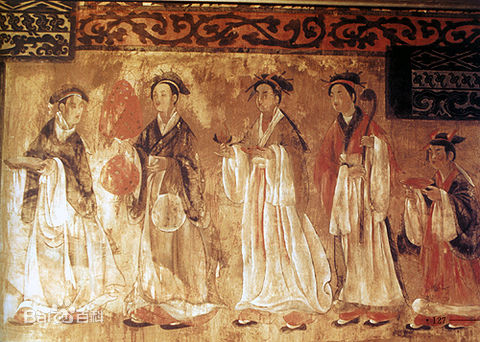
打虎亭汉墓的壁画

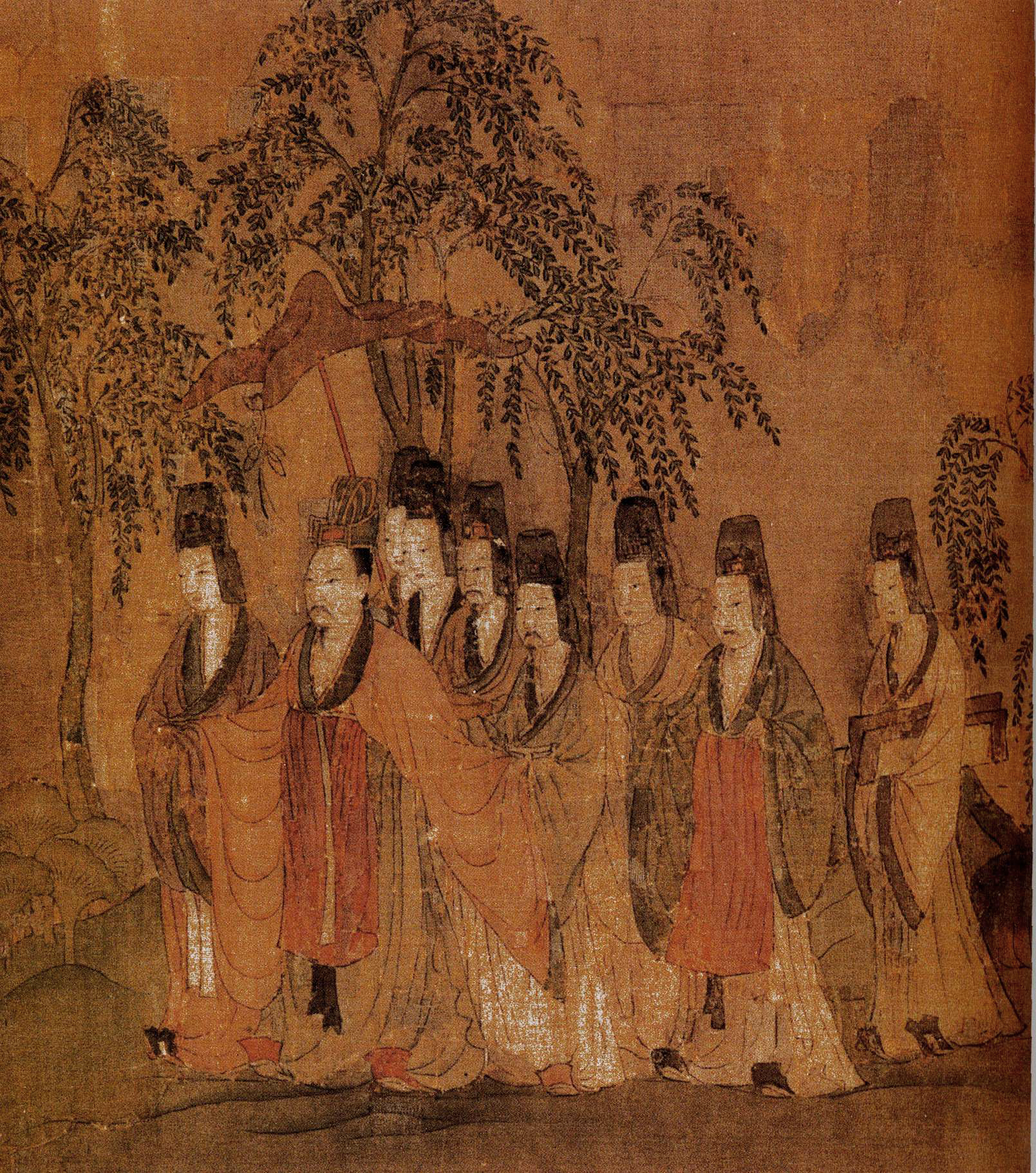
東晉顧愷之的《洛神賦圖》（部分）

早期的中國繪畫是畫在絲綢上的，直到前1世紀發明了紙張後，絲綢漸漸被較低廉的物料所取代。而到東晉時期，繪畫及書法在中國的朝廷圈子成為最受注重的藝術，而那些作品多數由貴族及學者所繪畫。當時的繪畫工具為由動物毛髮製造的毛筆及由松製煤煙或動物膠製成的中國墨水。名書法家的作品在中國歷史上均受到高度的重視，並會像畫作一樣掛在牆壁上。早期的中国画和宗教，信仰密不可分的。

### 魏晉南北朝
在六朝時期，人們開始欣賞繪畫的原本的美，而且亦會寫下有關繪畫的著作，他們在表達儒家思想如夫婦父子之禮的同時，亦會追求圖像的美感，并有神仙气。如相傳是顧愷之绝世遗作的《女史箴图》和《洛神赋图》，秀骨清像、临风登仙，不食人间烟火。

### 隋唐五代
在隋唐朝年間，宮廷人物畫大為發展，從畫家周昉的作品中可以看出其主題環繞皇宮的人物如皇帝、仕女等，无论是《虢国夫人游春图》还是《簪花仕女图》，都弥漫着华美堂皇之气。在南唐年間，人物畫的優美的寫實手法發展至顛峰。在此時期，有畫聖之稱的吳道子出現為中國畫的發展帶來轉變。吳道子利用稱為"蘭葉描"的線條手法去表現事物，改變了當時盛行的顧愷之畫派。自唐朝開始，山水畫的數量開始增加，並分為李思训的“青綠山水”與王維的“水墨山水”兩派各自發展。

#### 唐至五代人像

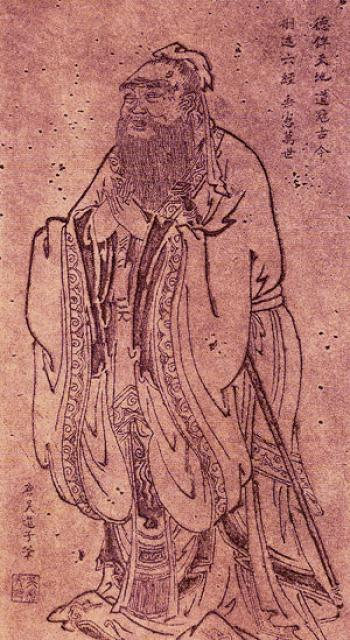
唐代畫家吳道子《孔夫子像》
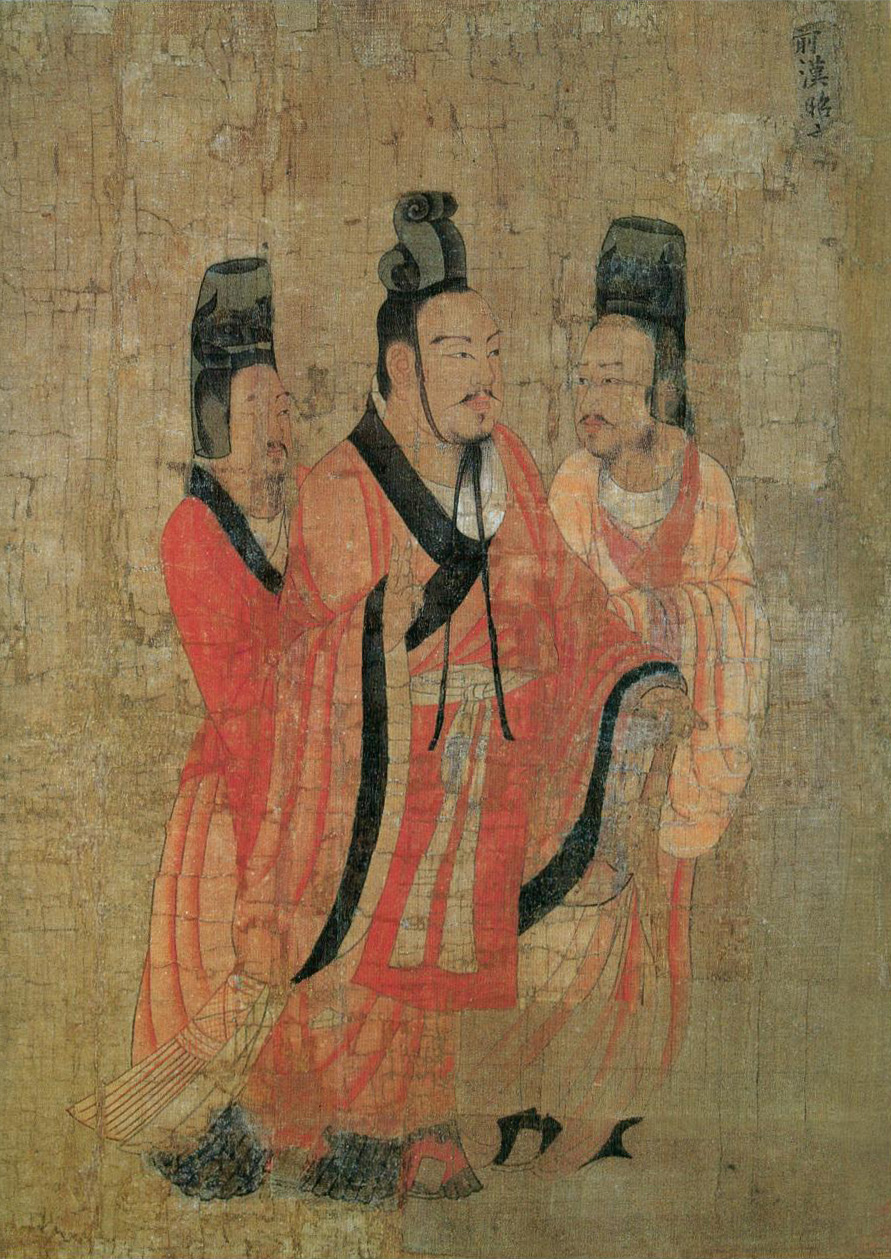
初唐畫師閻立本的《歷代帝王圖卷》 美國波士頓美術館館藏
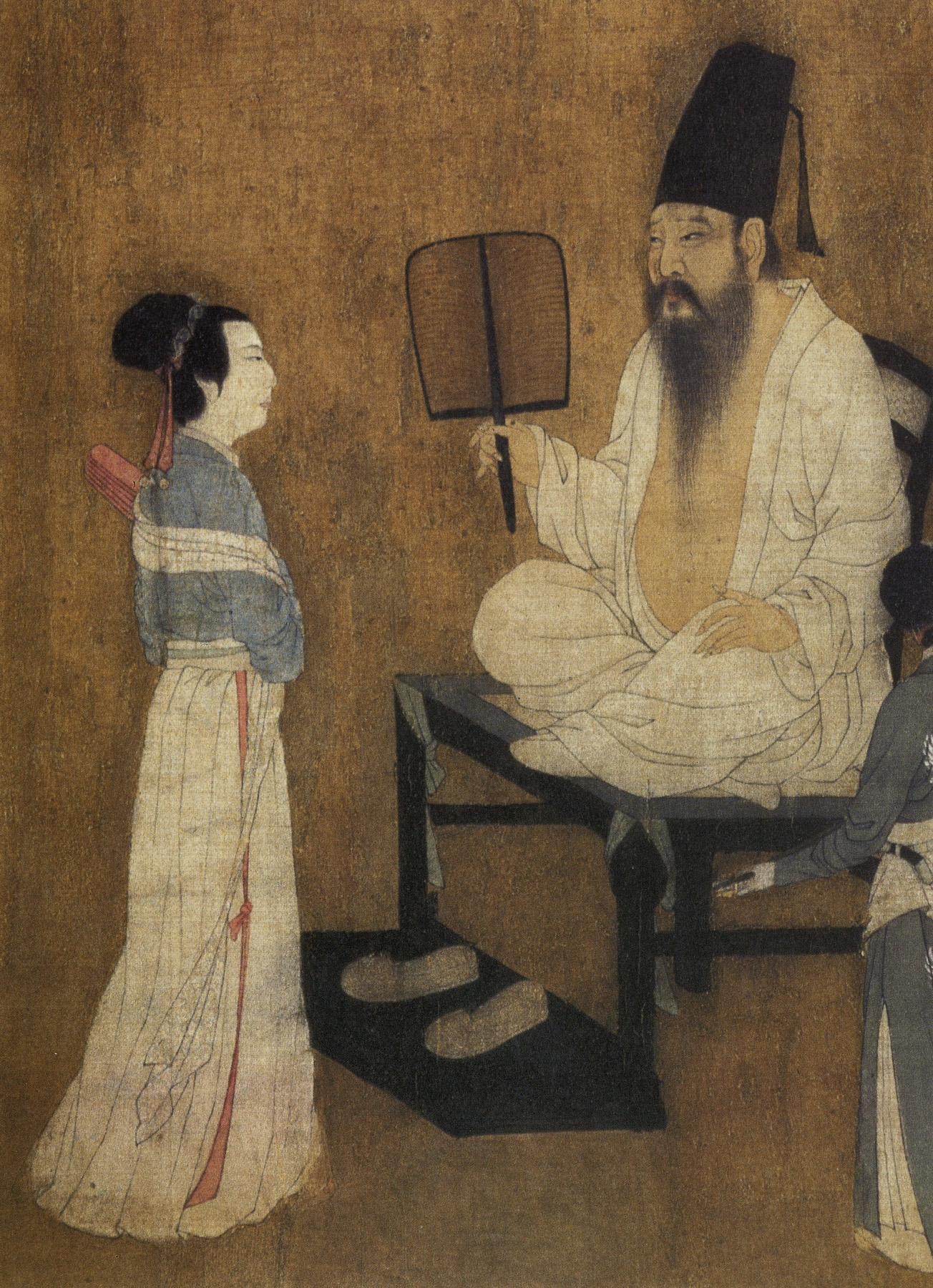
五代十国畫師顧閎中的《韓熙載夜宴圖》 北京故宫博物院館藏

### 宋代

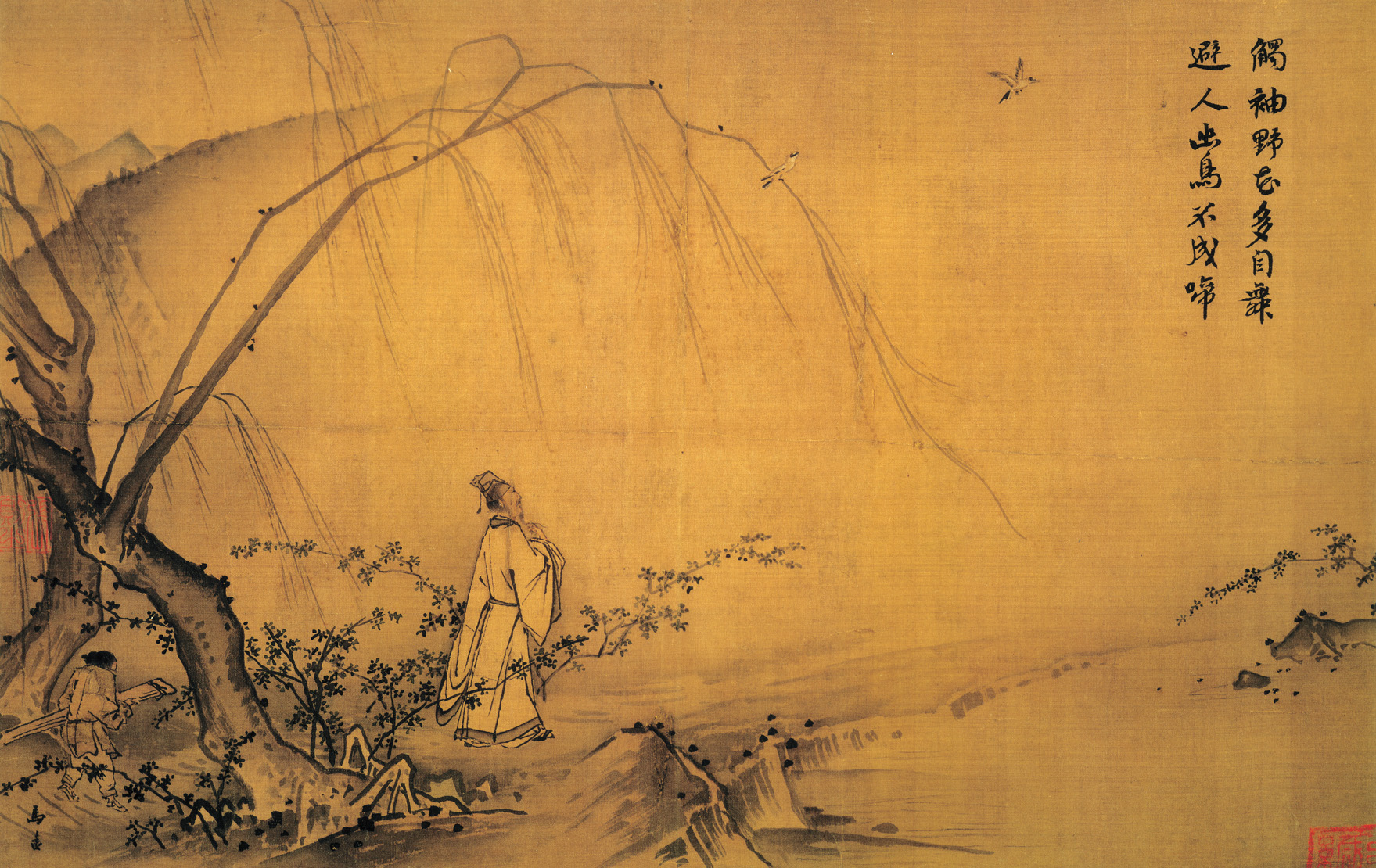
宋代畫師马远（1160－1225）的《山径春行图》，台北國立故宮博物院館藏

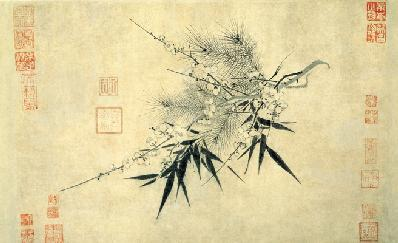
宋代畫師趙孟堅（1199－1264）的《歲寒三友圖》，台北國立故宮博物院館藏

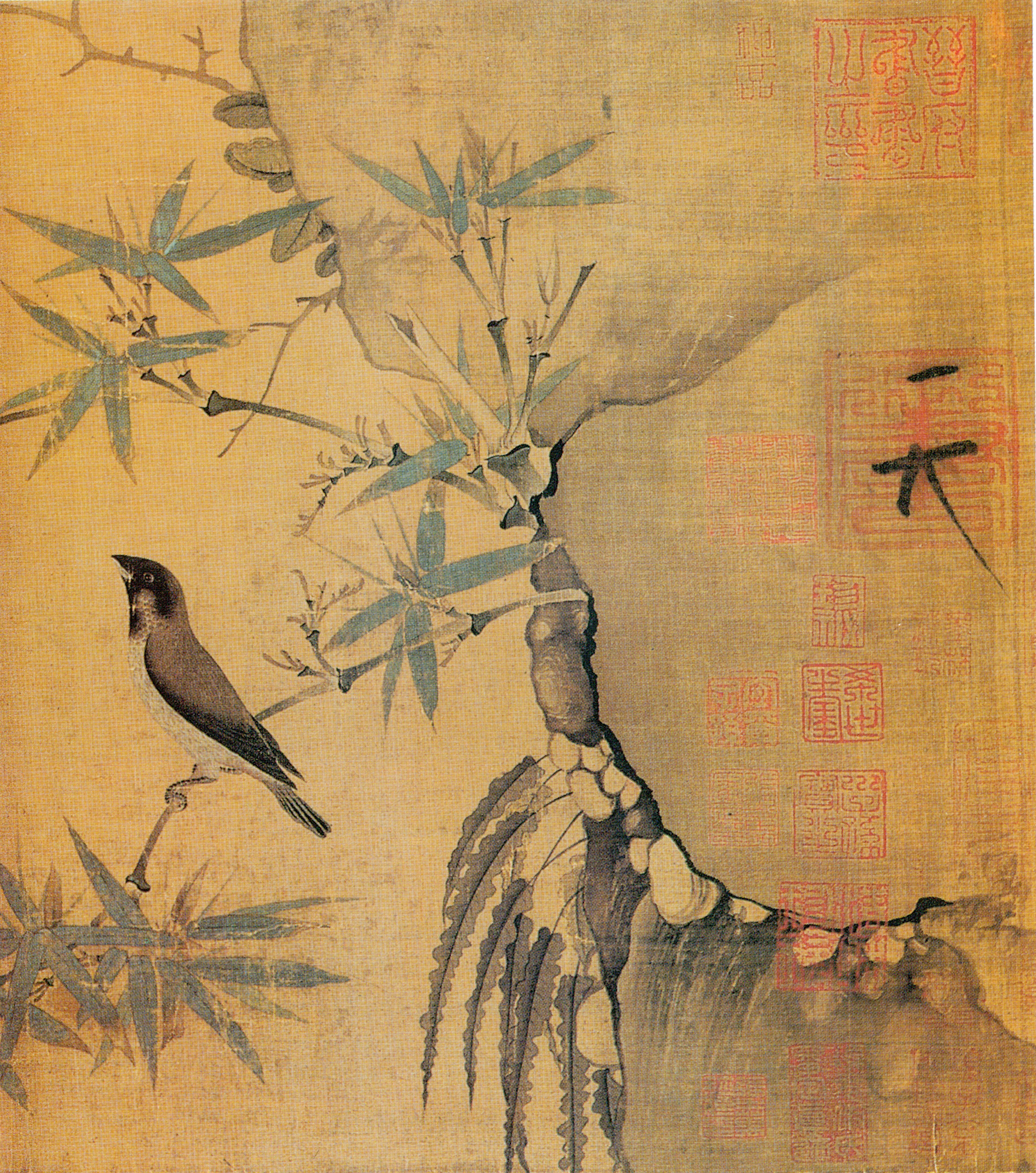
宋徽宗（1082－1135）御筆的《竹禽圖》，美國紐約大都會藝術博物館館藏

到了宋朝，對地貌的描繪開始表現得較為隱約。畫家們以模糊的輪廓去表現出遠處的景物，而山的外形則隱沒在濃霧中。繪畫的重點放在表現出道教及佛教中天人合一的思想。在此期間著名的畫家有《清明上河圖》的作者張擇端及以山水畫著稱的夏圭等。除了以表現立體事物的手法為目標的畫家外，另一些畫家們則以另一目的去進行繪畫，宋元以降，文人时代开始崛起，北宋蘇軾提出以書法融合於繪畫當中，而他及許多大文人等開始了文人畫的風氣，以苏轼、米芾为代表，逐步确定了中国画崇尚平淡冲和的审美方式。而在此時開始很多畫家都把繪畫的重點放在如何表現物件的內在精神而不是其物質上的外表，更多关注笔墨自身的转变与变化。例如米芾长子，南宋大画家米友仁，发展了米芾技法，自成一家。其传世名作《云山图》，不在于他画的山像山、树像树，而是在于他的局部、细节，水墨横点、连点成片，虽草草而就，却不失天真，故自题其画曰“墨戏”。

#### 宋代山水風景畫

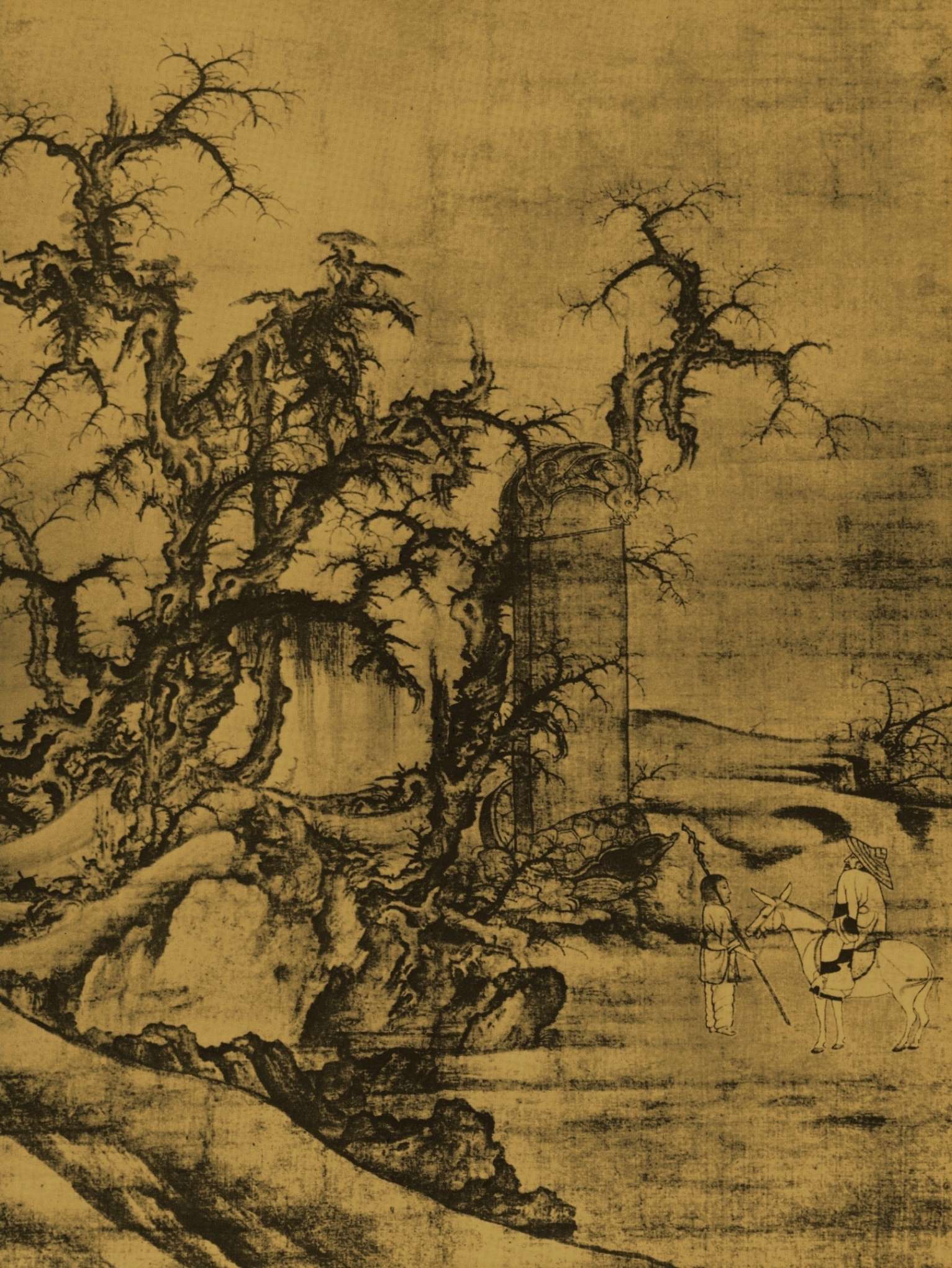
宋初画師李成（919－967）的《讀碑窠石圖》，日本大阪市立美術館馆藏。
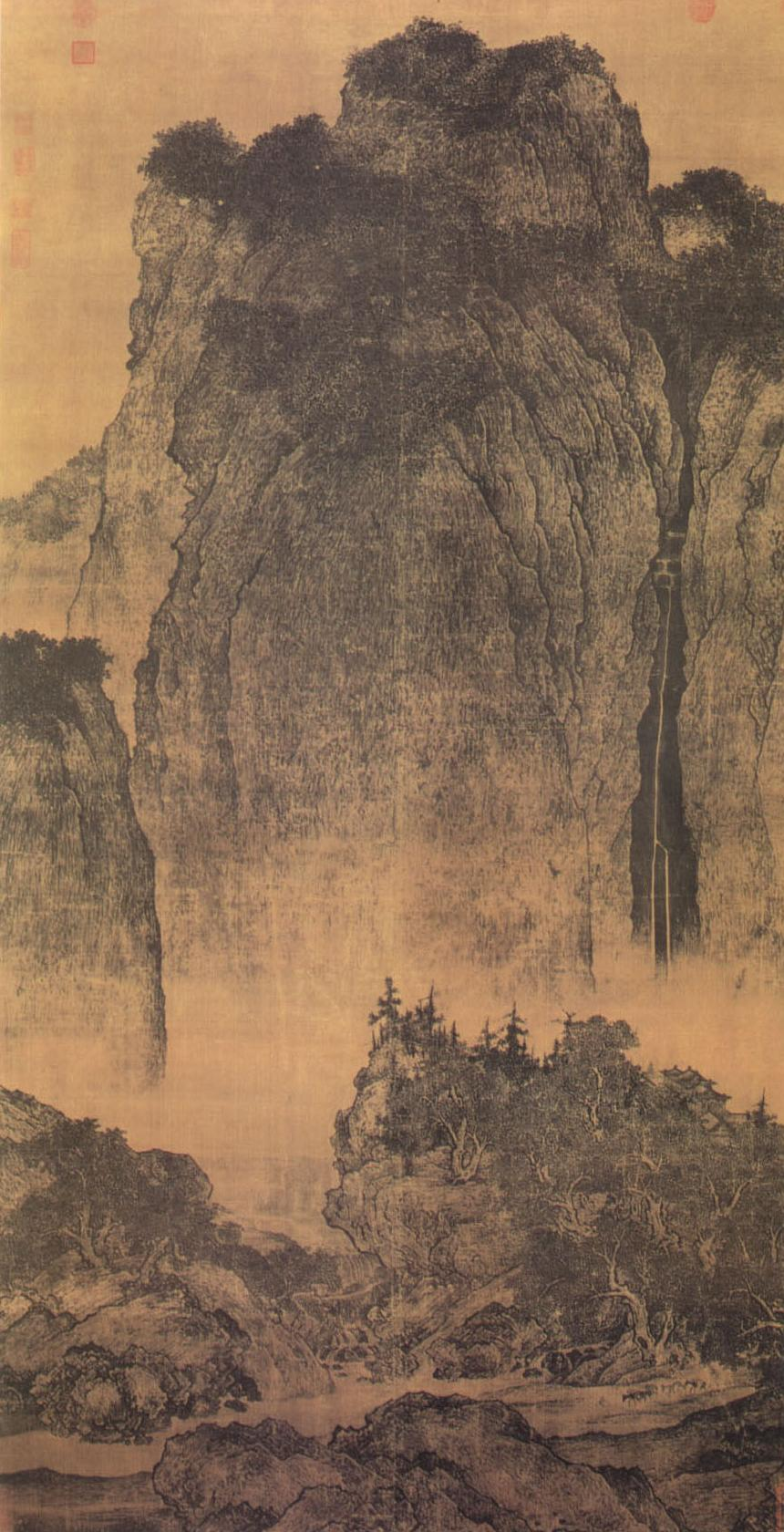
北宋画師范宽（950－1032）的《谿山行旅图》，台北國立故宮博物院館藏。
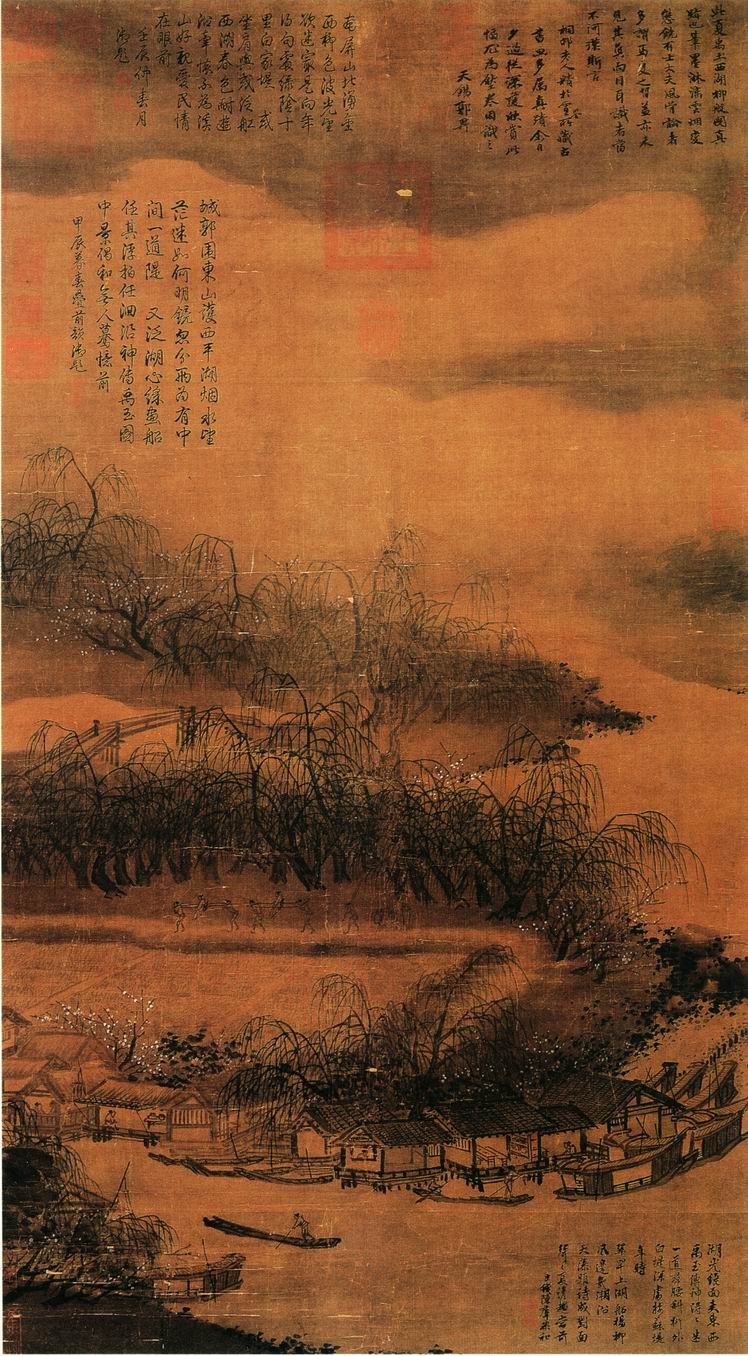
南宋画師夏珪 (1195–1224) 的《西湖柳艇图》，台北國立故宮博物院館藏。

#### 宋代人像

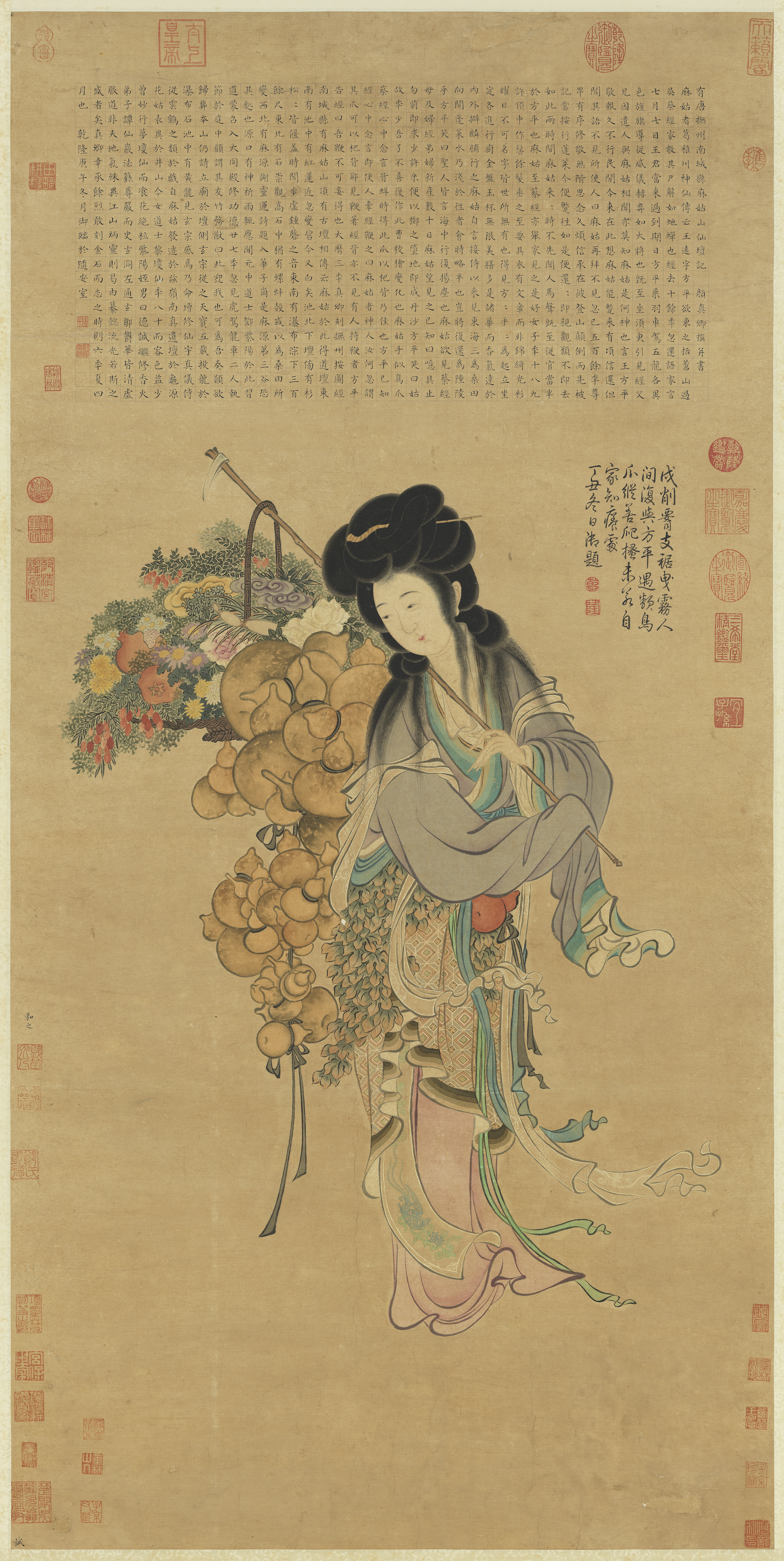
南宋畫師马和之的《畫麻姑仙像》，台北國立故宮博物院館藏
由宋代宮廷畫師所繪的《宋太宗像》，台北國立故宮博物院館藏
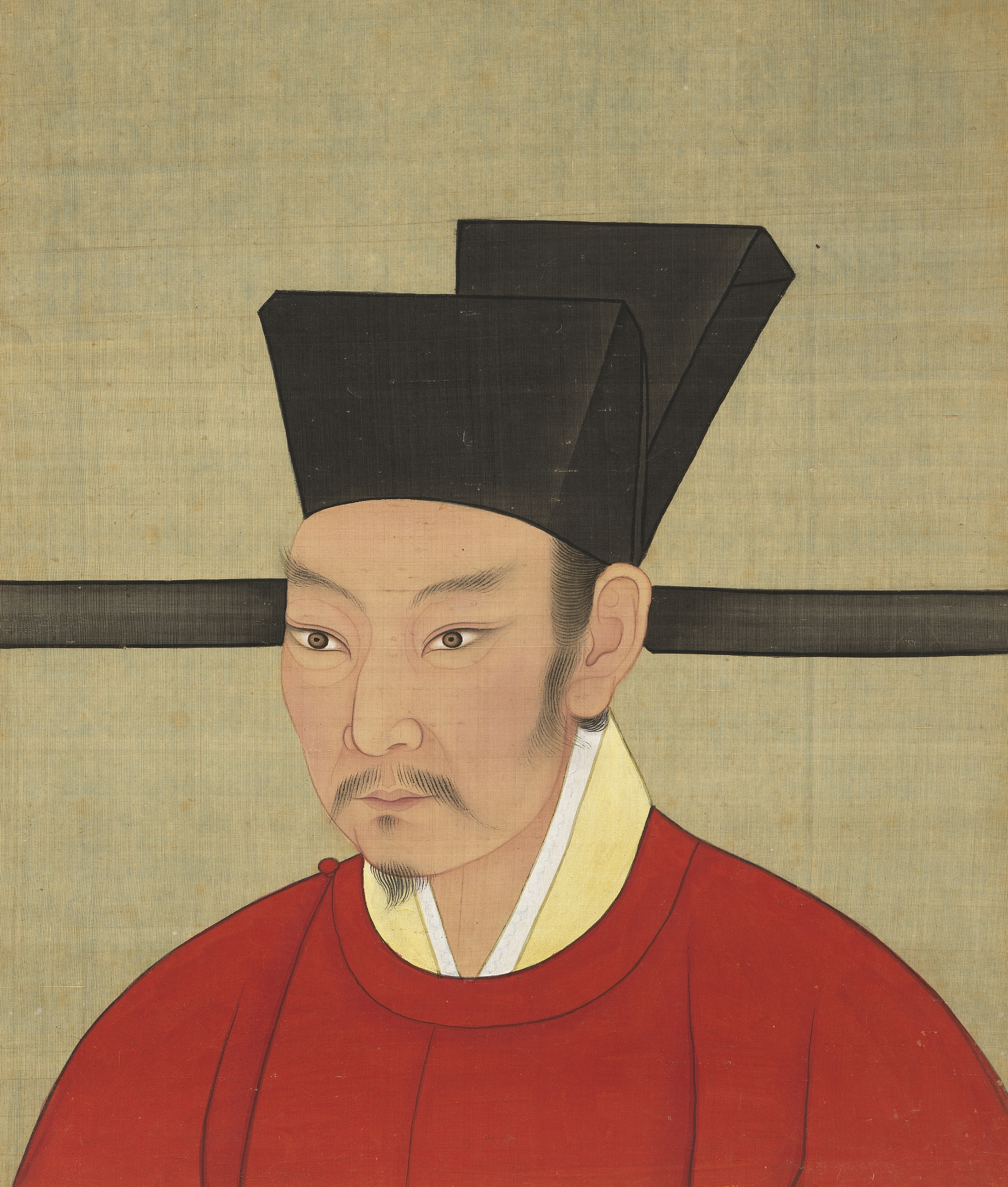
宋代《宋欽宗像》，台北國立故宮博物院館藏。
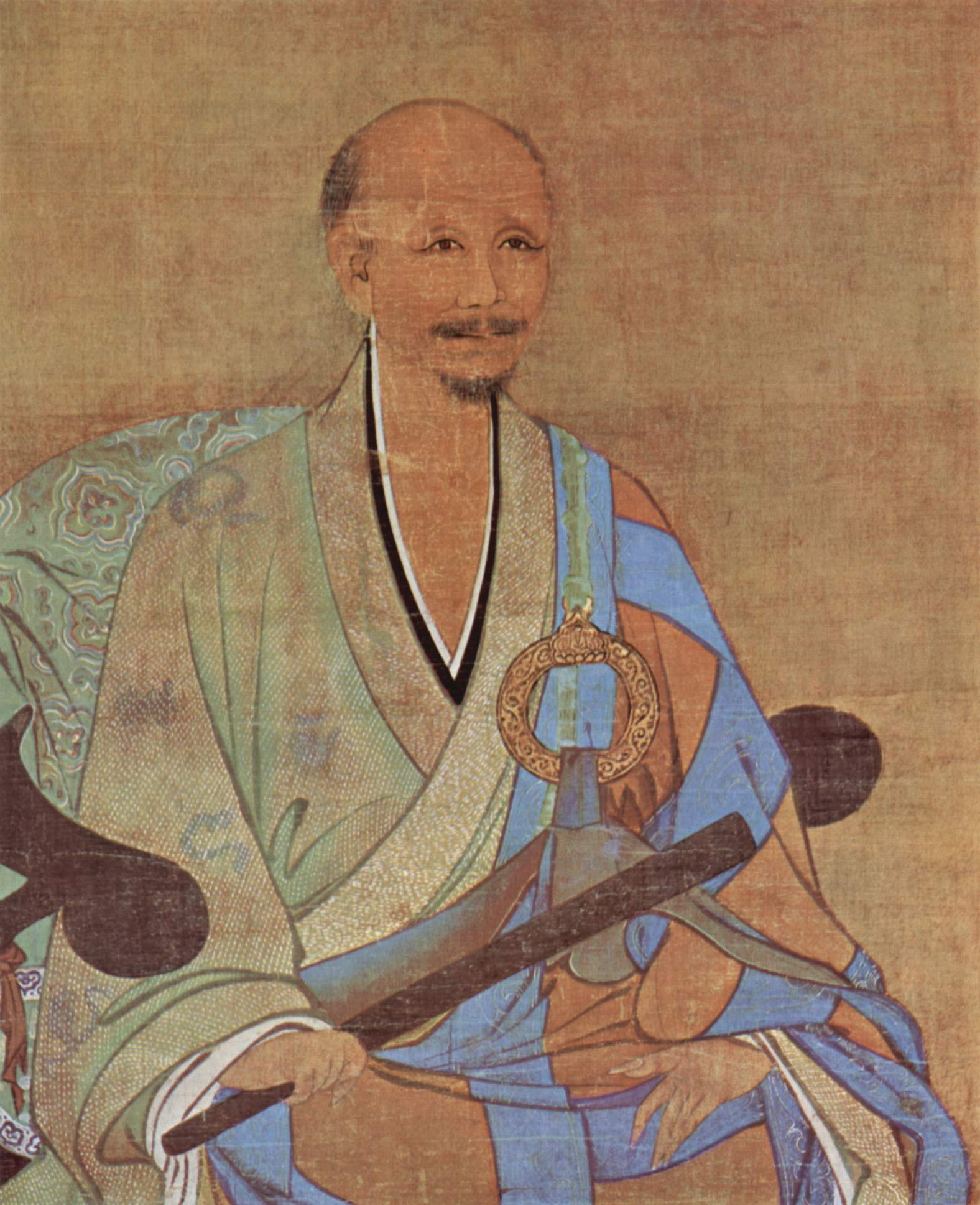
宋代畫師所繪的《无准师范像》，現藏於日本東京

### 元代
元初以趙孟頫、高克恭等為代表的士大夫畫家，提倡復古，回歸唐代和北宋時的繪畫傳統，並且主張將書法入畫，因此創造出重氣韻、輕格律，注重主觀抒情的元畫風格。元畫多呈現消極避世思想的隱逸山水，和象徵清高堅貞人格精神的梅、蘭、竹、菊、松、石等。從此以後，中國繪畫裡的文人山水畫的典範風格就形成了。宋人作畫大都在絹上，元人則喜歡用比較乾的筆法，所以改用紙作畫，除皴法以外，增多擦的效果，猶如中國書法一樣。這時的構圖，為了使畫面的上方可以題上詩句，所以故意留出一角，題上自己作的詩句，使詩、書、畫三者合成一體，直到今天，國畫仍保有這種特色。元代的花鳥，以錢選最為有名，他主張臨摹古畫，所以他的花卉，很有宋人厚重典雅的趣味。

#### 元代山水風景畫

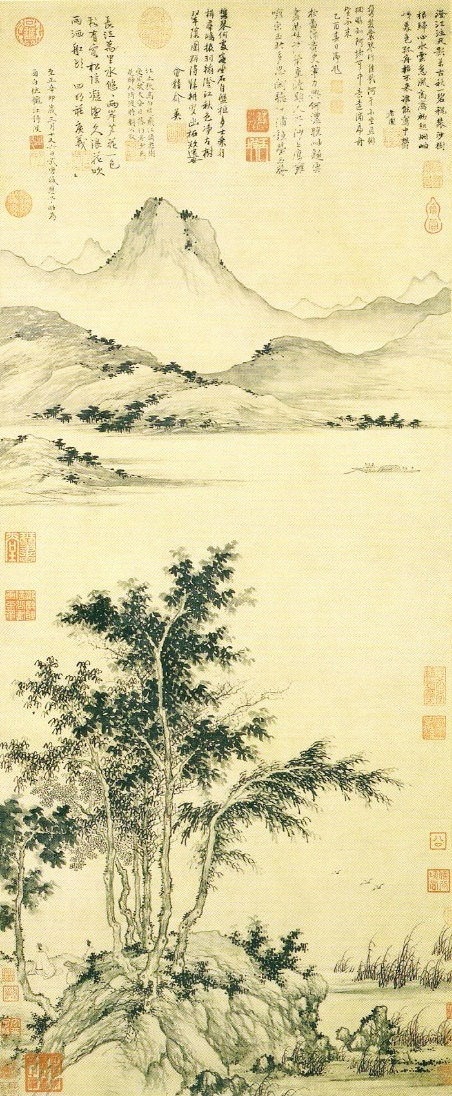
元代画師盛懋的《秋江待渡图》，北京故宫博物院馆藏。
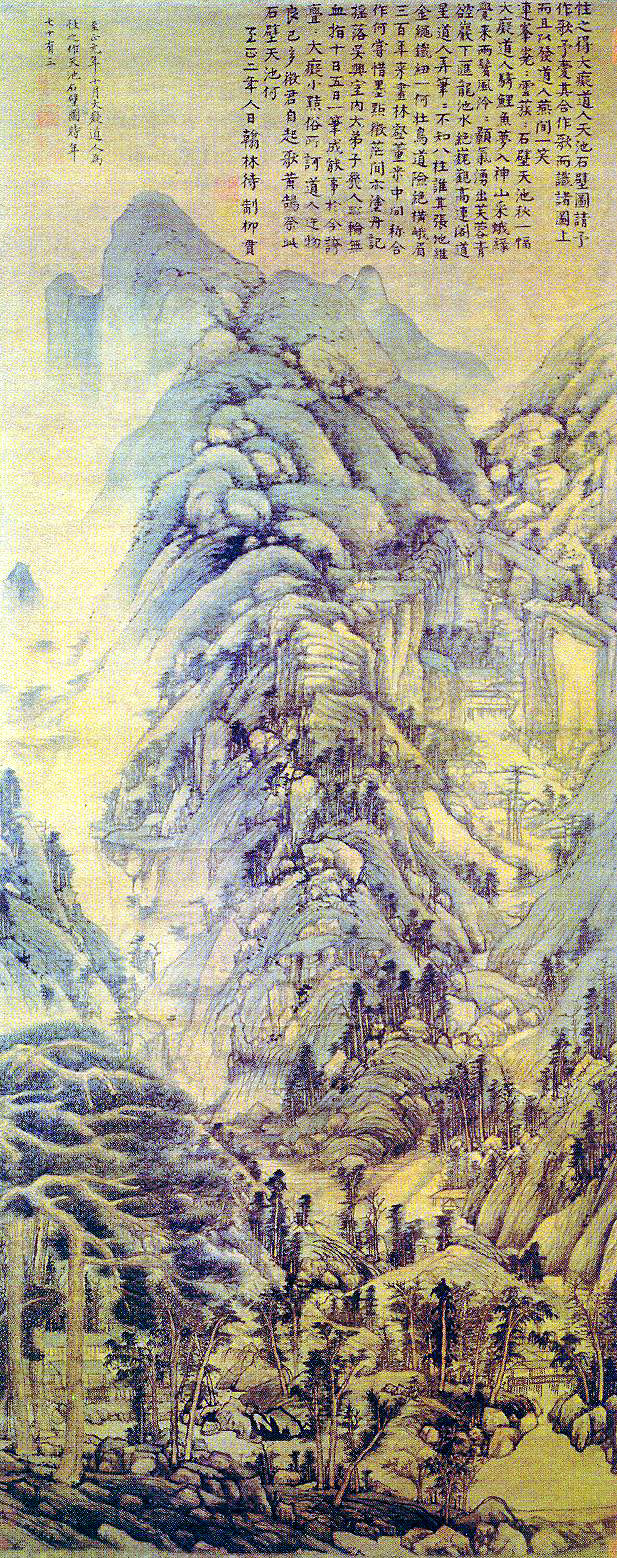
元代画師黄公望（1269- 1354）的《天池石壁图》，北京故宫博物院馆藏。
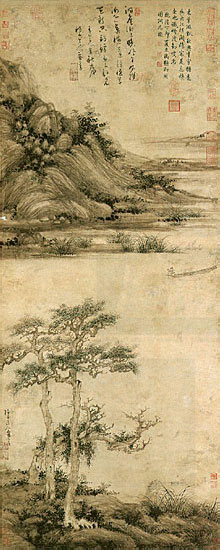
元代画師吴镇（1280- 1354）的《洞庭渔隐图》，台北国立故宫博物院馆藏。
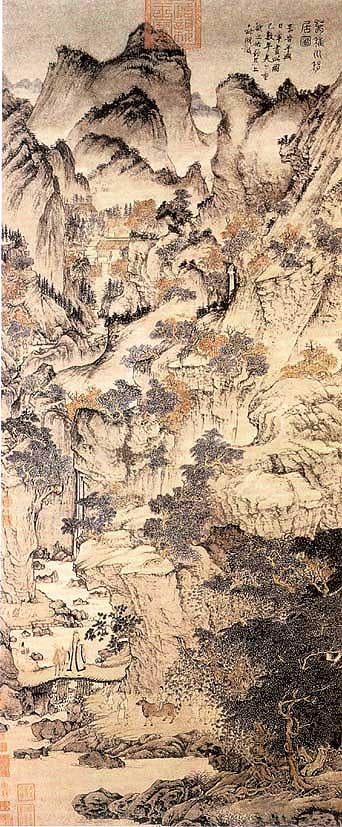
元代画師王蒙（1308- 1385）的《葛稚川移居圖》，北京故宫博物院馆藏。
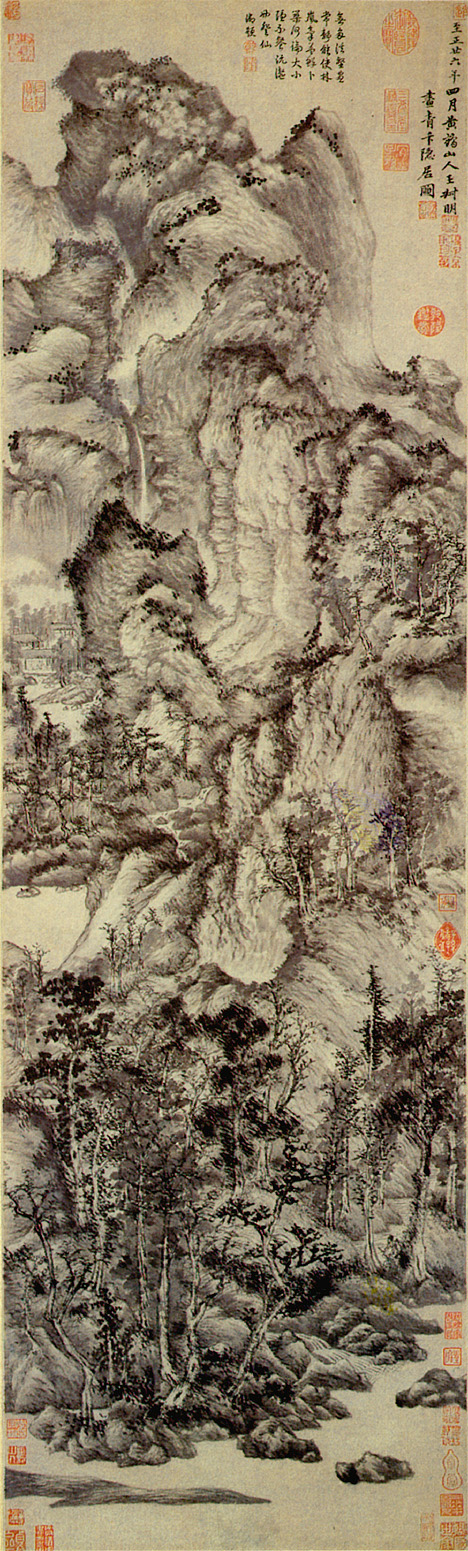
元代画師王蒙（1308- 1385）的《青卞隐居圖》，上海博物馆馆藏。
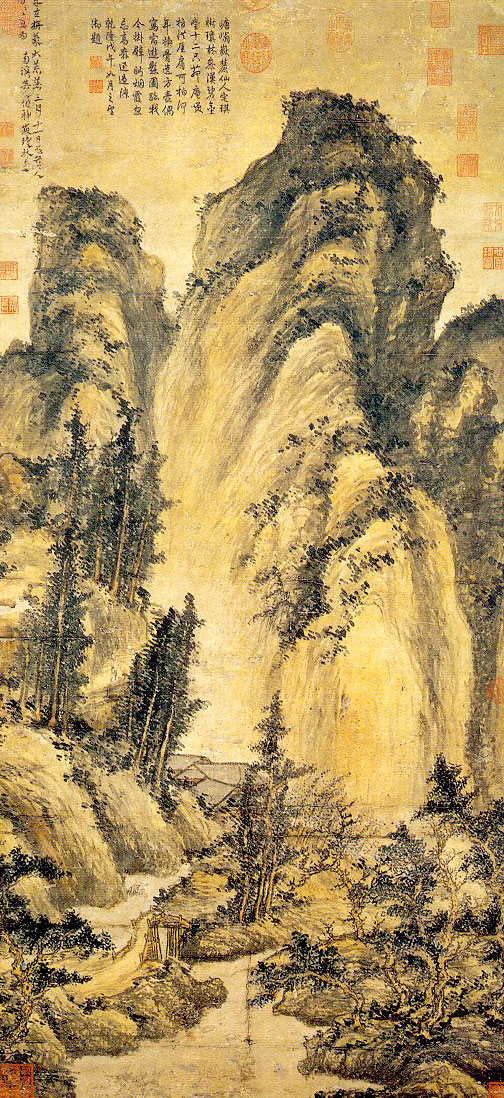
元代画師方從義（1302- 1393）的《神嶽瓊林圖》，台北国立故宫博物院馆藏。

### 明代

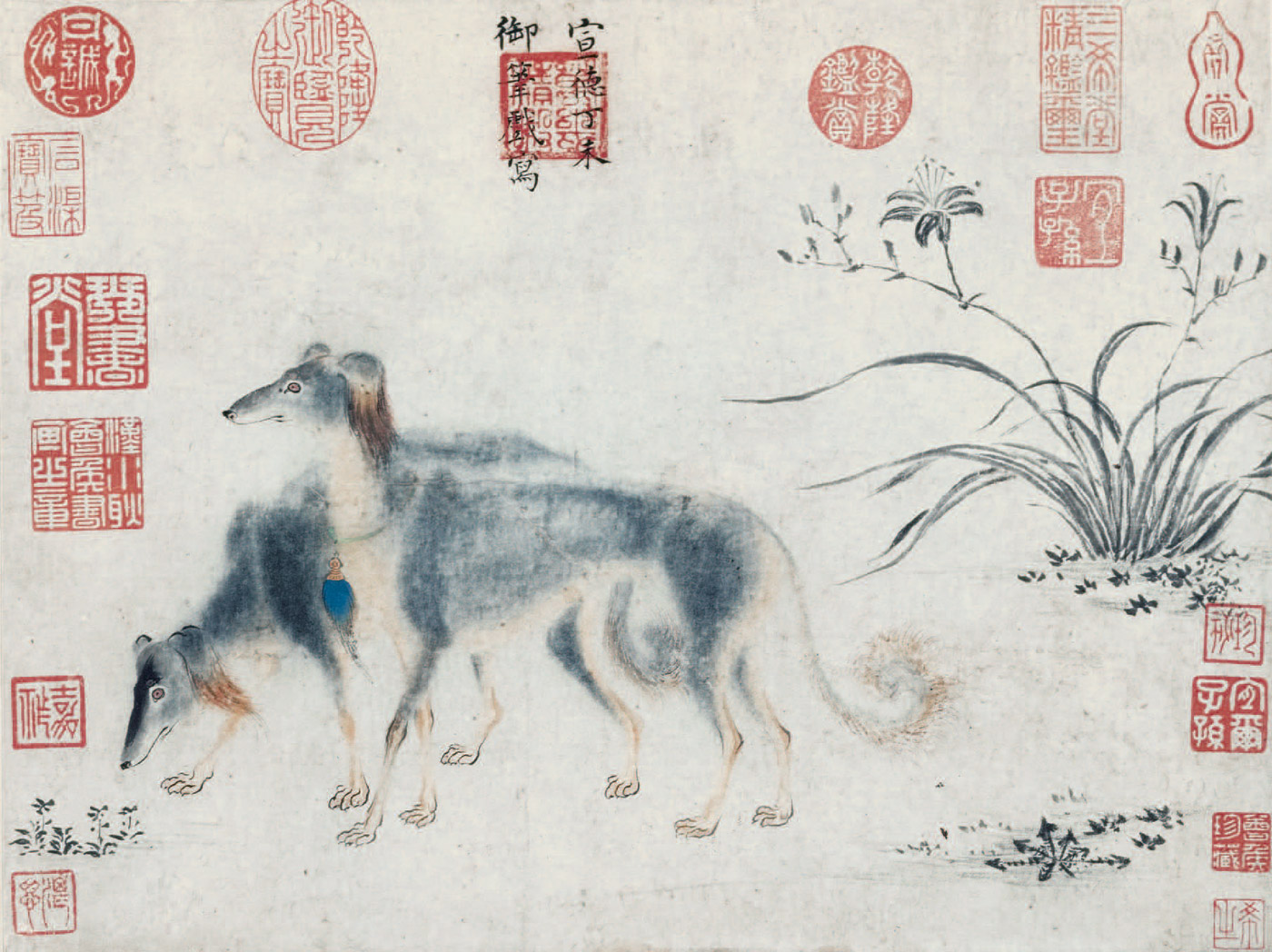
明宣宗御筆的《猎犬圖》 美國哈佛藝術博物館館藏

明朝初期，崇尚宋代畫風的畫家在宮廷、民間相當普遍，另一方面則有力求把宋朝畫重生及轉化。由畫家戴進領導的「浙派」對當時畫風影最大。明朝中期經濟繁華，蘇州形成「吳門畫派」，其中以沈周、文徵明、唐寅、仇英四家最為著名。他們的作品大多以表現江南文人優雅閒適的生活。到了明朝後期，隨著社會思潮的活躍，士大夫文人畫更是向獨抒性靈發展，以畫為樂、以畫為寄。

#### 明代山水风景画

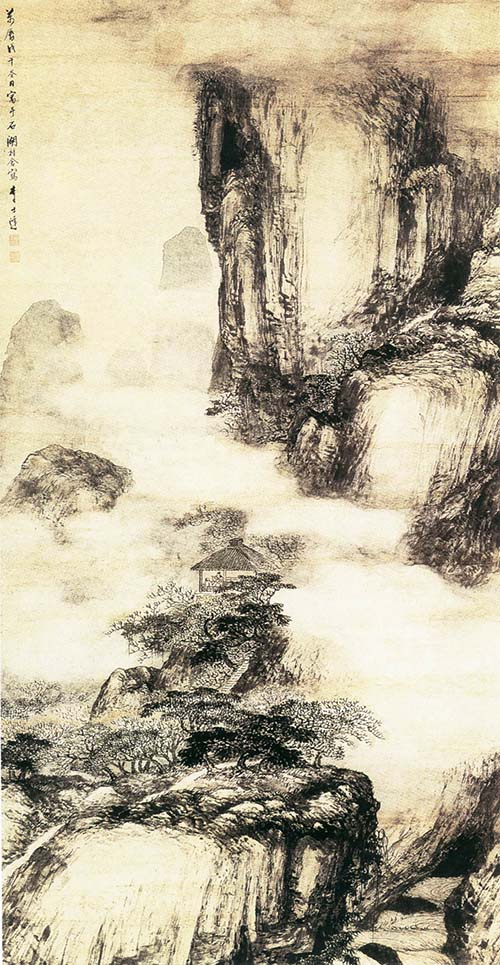
李士达的《秋景山水图》，藏於日本清家堂文庫美術館
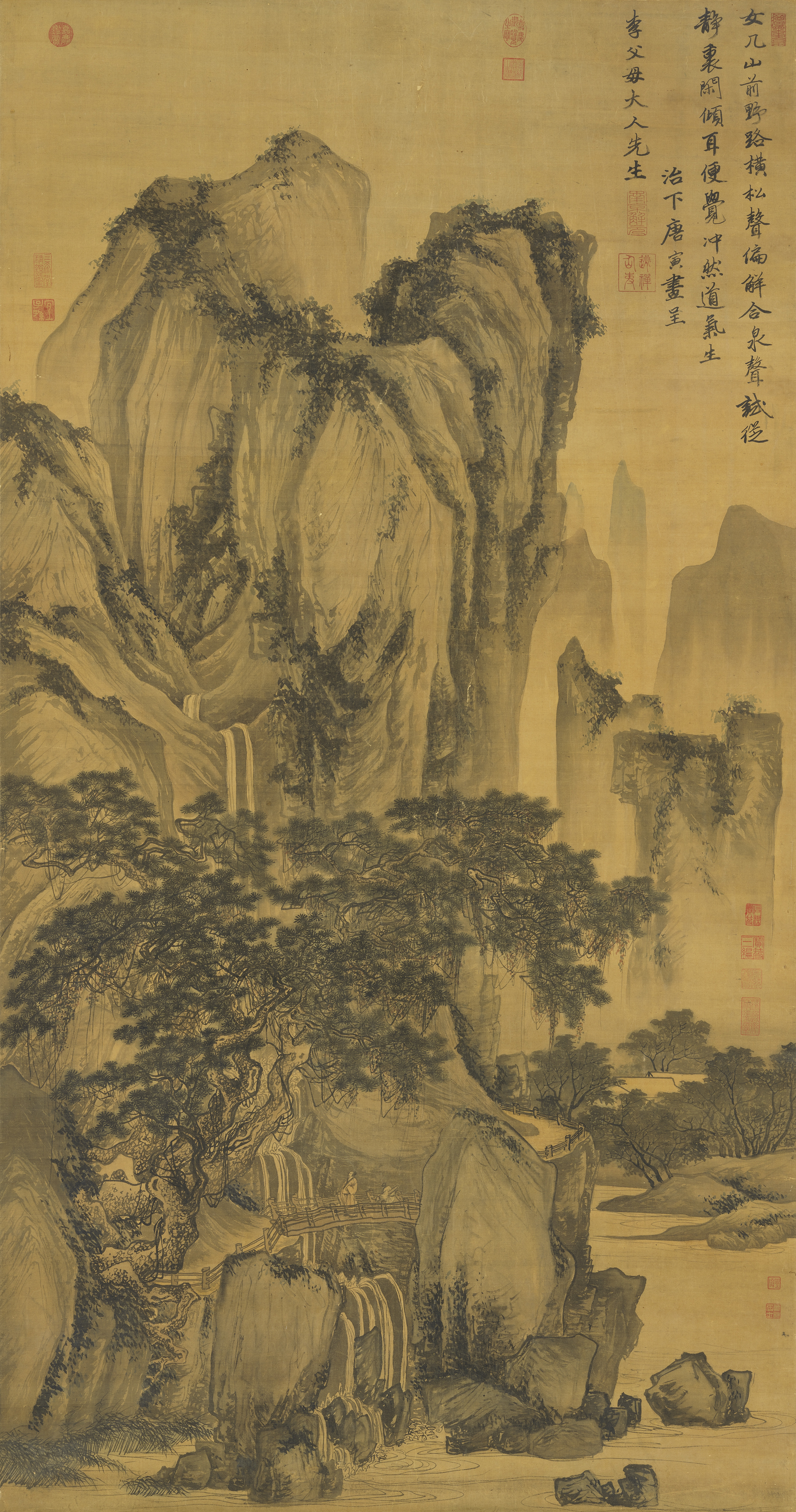
唐寅的《山路松聲圖》，藏於台北國立故宮博物院
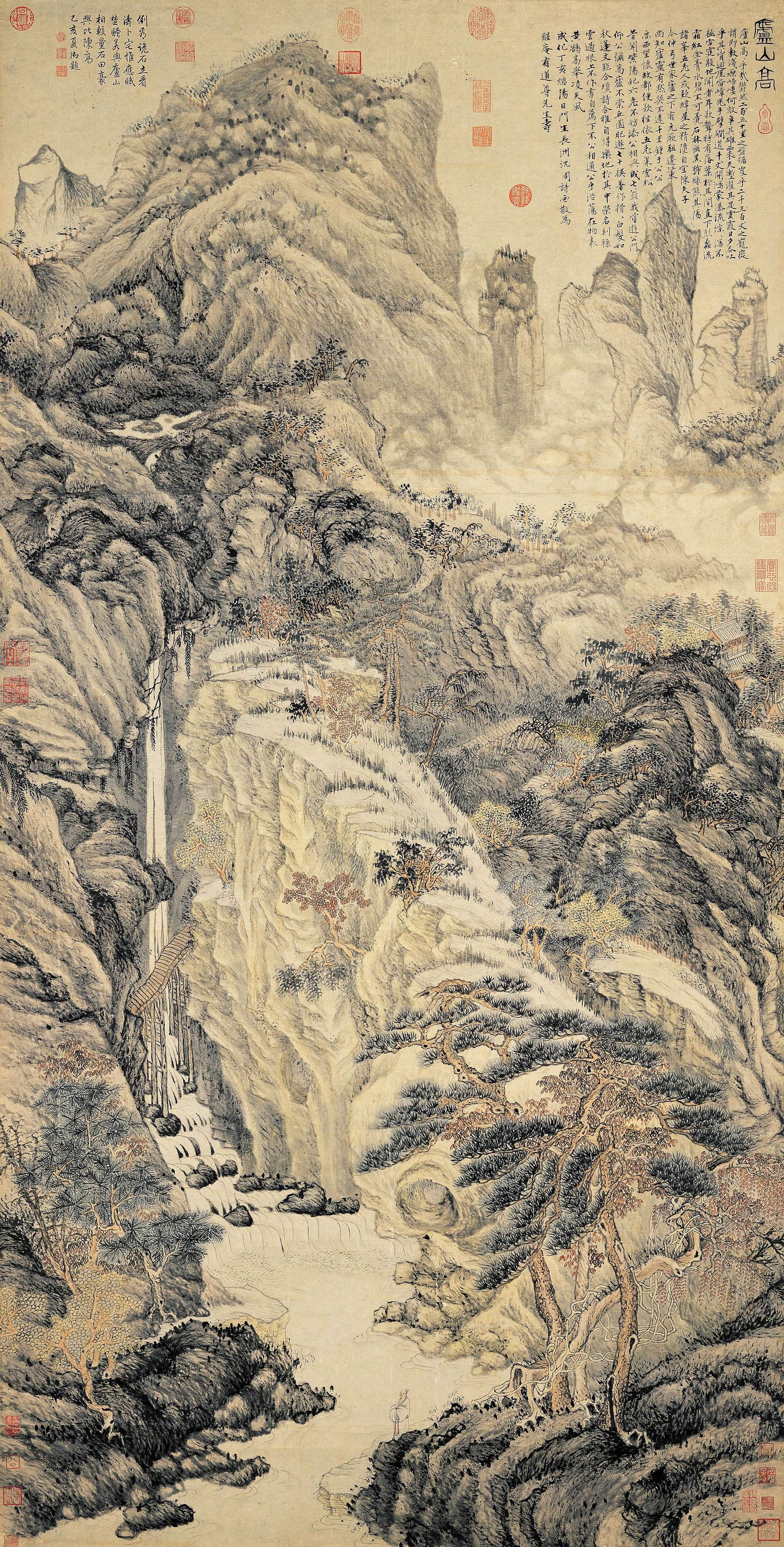
沈周的《廬山高圖》，台北國立故宮博物院藏
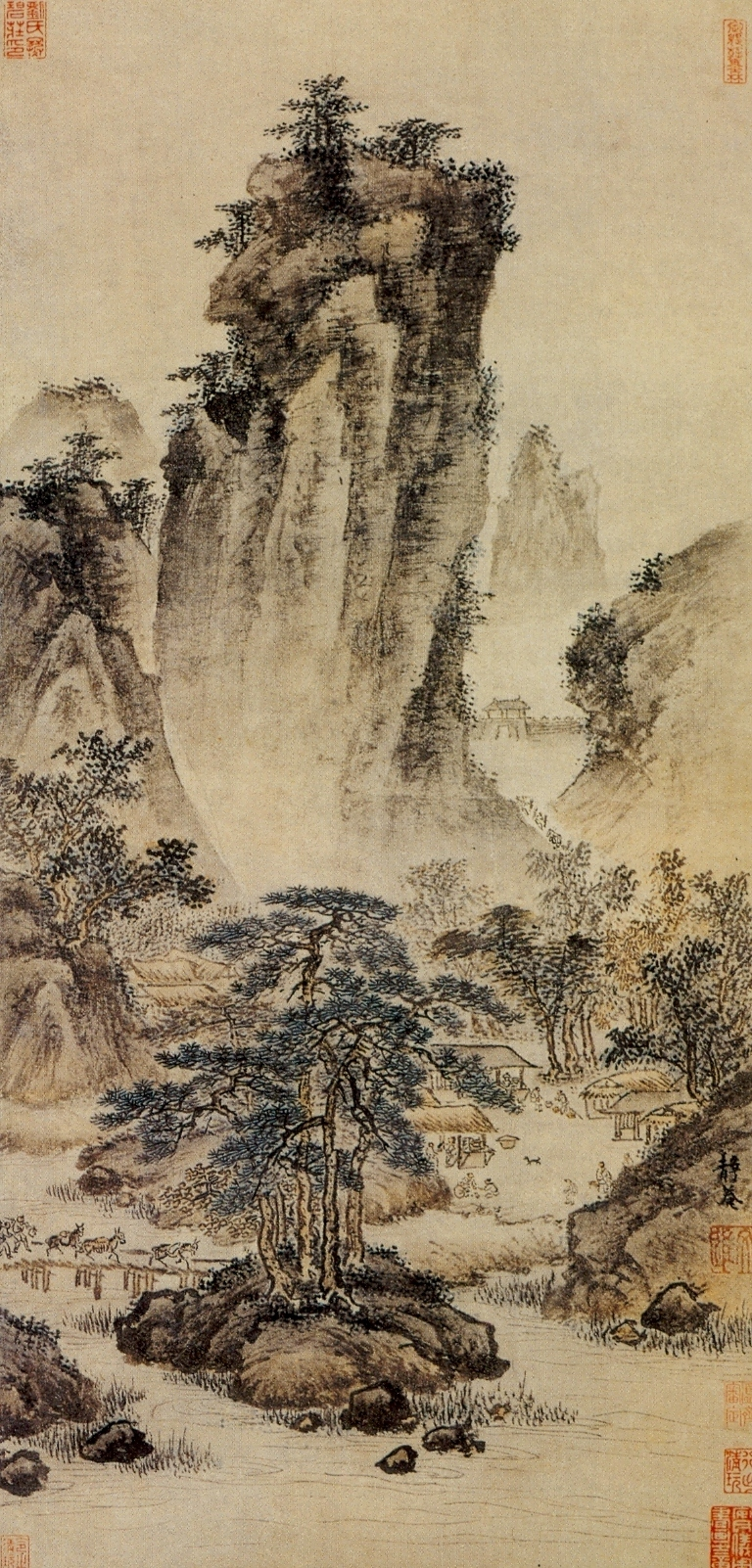
戴進的《關山行旅圖》，北京故宮博物院藏
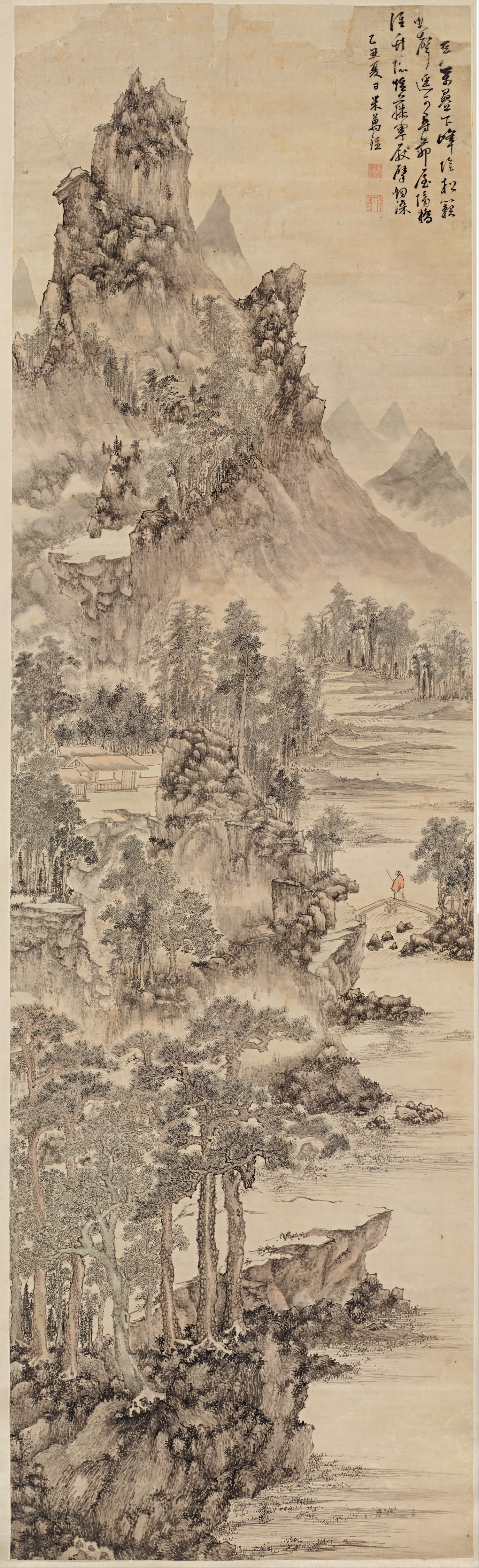
米萬鍾的《阳朔图》，藏於斯坦福大學Iris＆B. Gerald Cantor視覺藝術中心
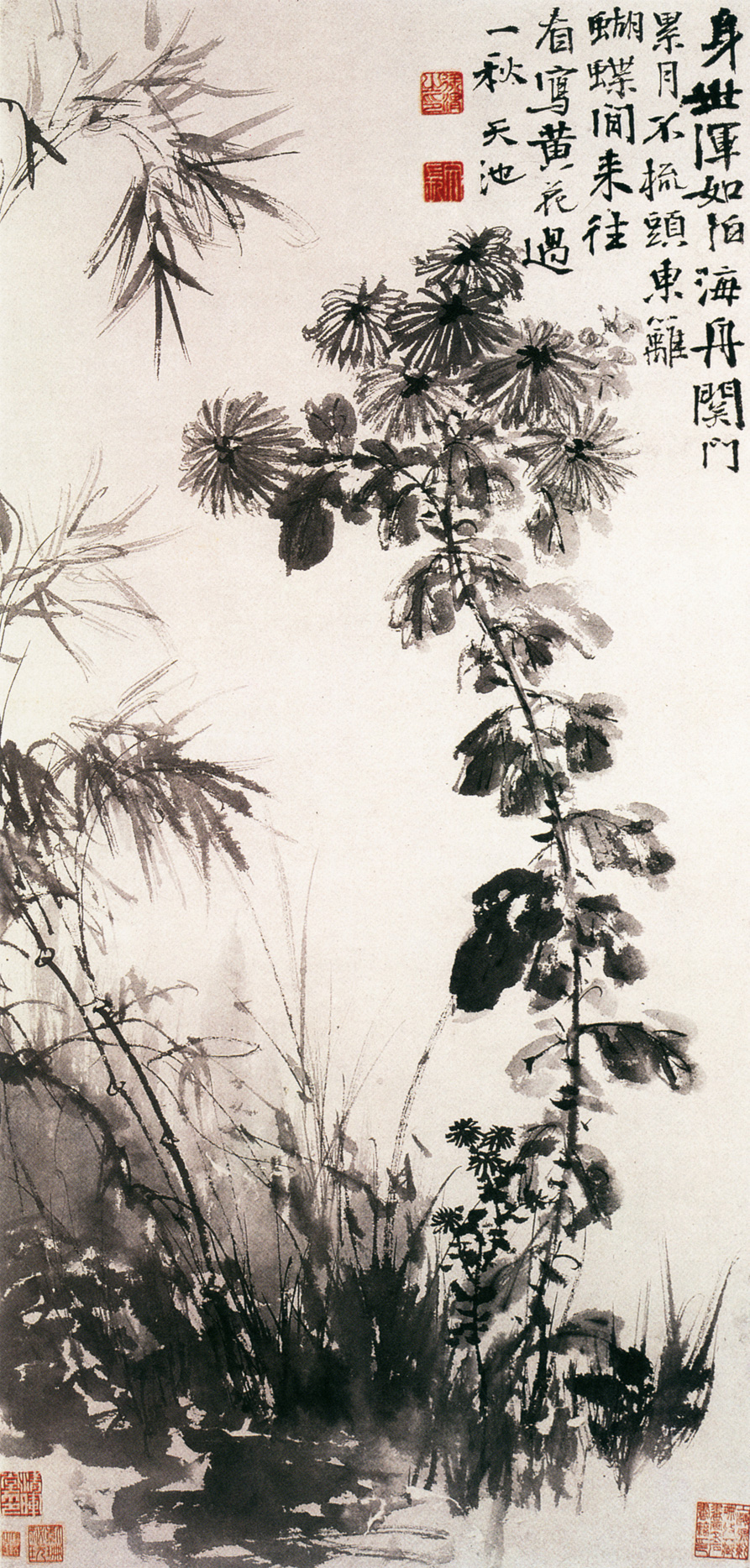
徐渭的《菊竹圖》，藏於遼寧省博物館

### 清代
到了清朝早期，奉行個人主義的畫家開始出現，他們一反以往遵行繪畫的傳統，而追求更為自由的畫法。而到了17及18世紀，揚州及上海等大型商業城市因為商人出資資助畫家們不斷創新而令那些地點成為了藝術中心。到了18世紀後期及19世紀，中國畫家接觸到更多的西方繪畫，一些畫家完全捨棄中國畫而追求西方畫，另一些則力求融合兩者，當中最為著名的為由農民家庭出身的齊白石。

#### 清代人像

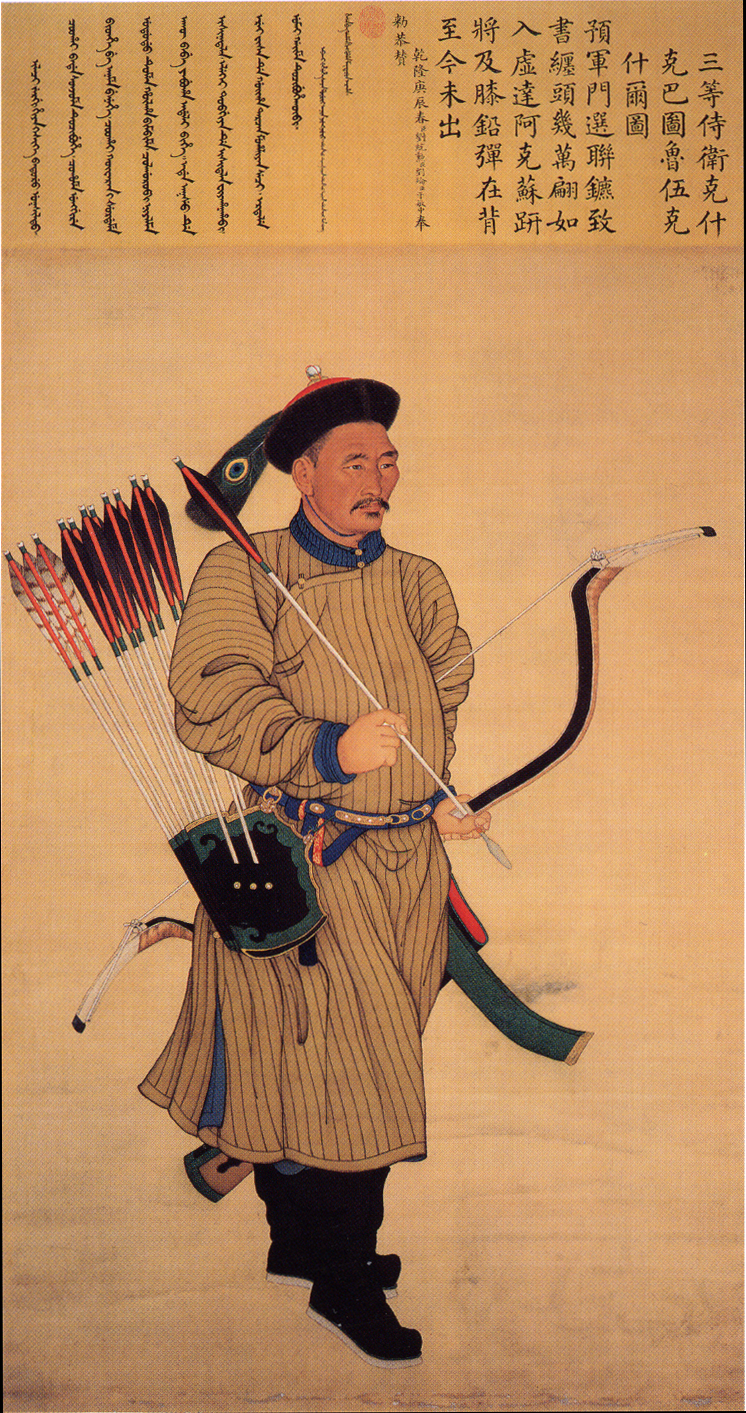
清代悬挂在中南海紫光阁内的功臣画像。圖爲《伍克什尔图》，繪畫的是清朝三等侍卫克什克巴图鲁伍克什尔。
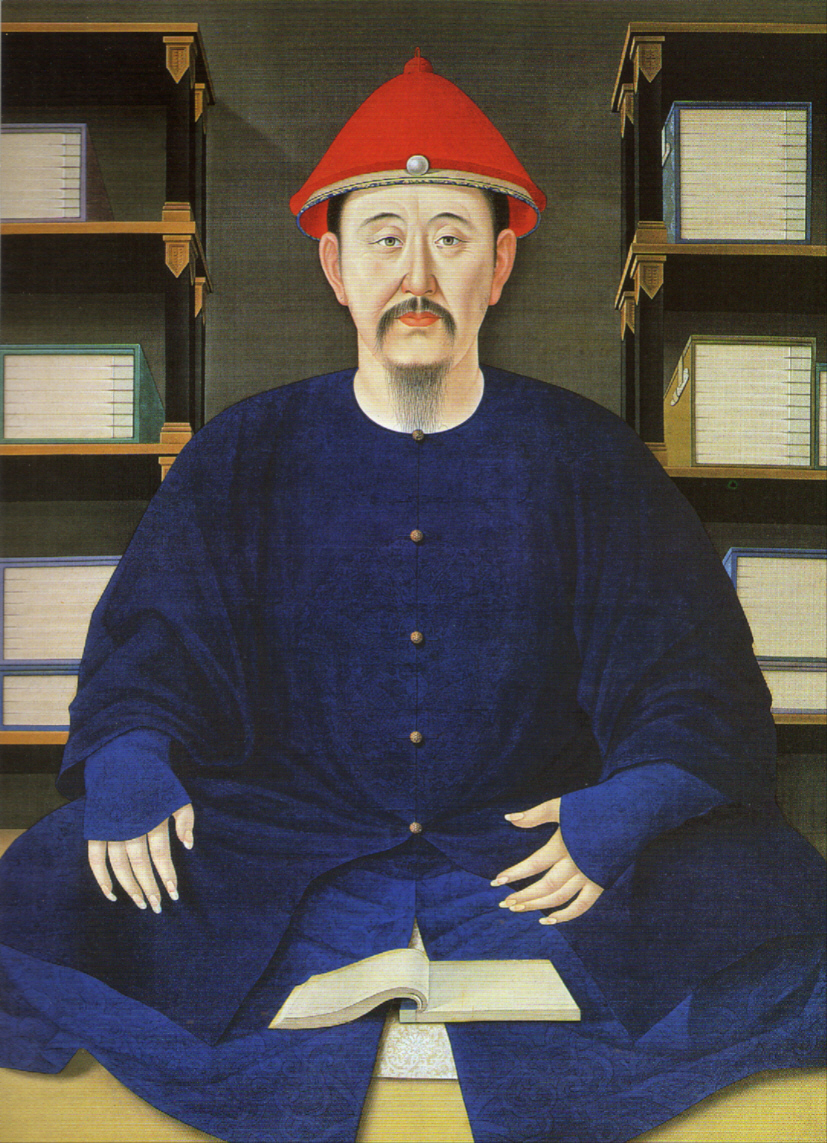
清代由宮廷畫師所繪的《康熙帝读书》 北京故宫博物院館藏
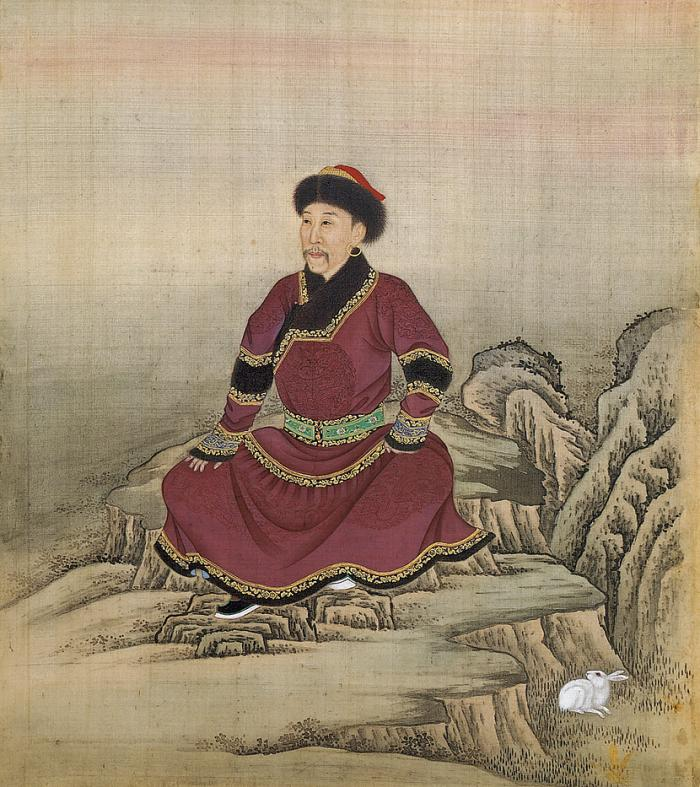
清代《雍正帝蒙古服圖》 北京故宫博物院館藏
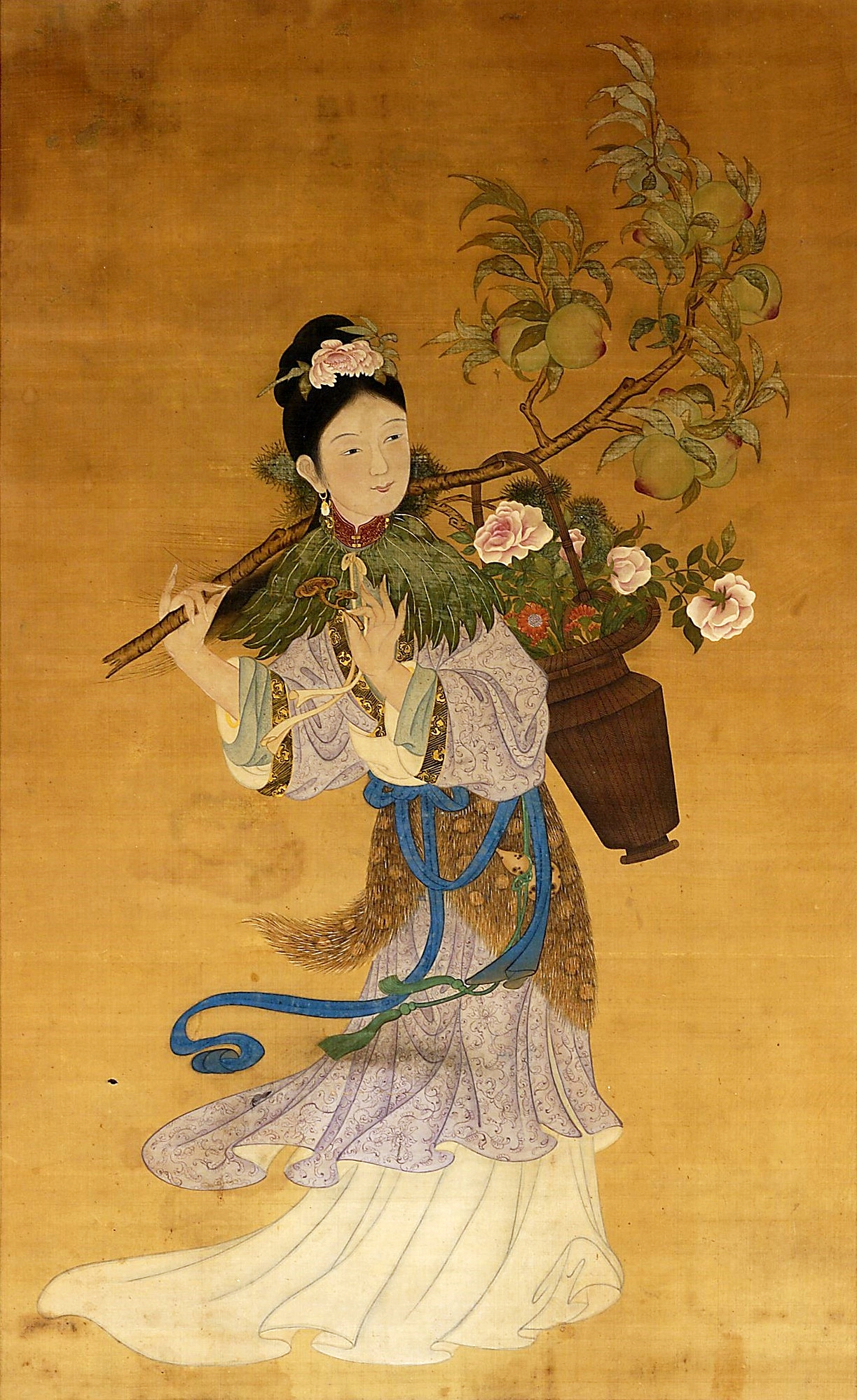
晩清《麻姑献寿圖》 波蘭華沙國家博物館館藏

#### 清代山水風景畫

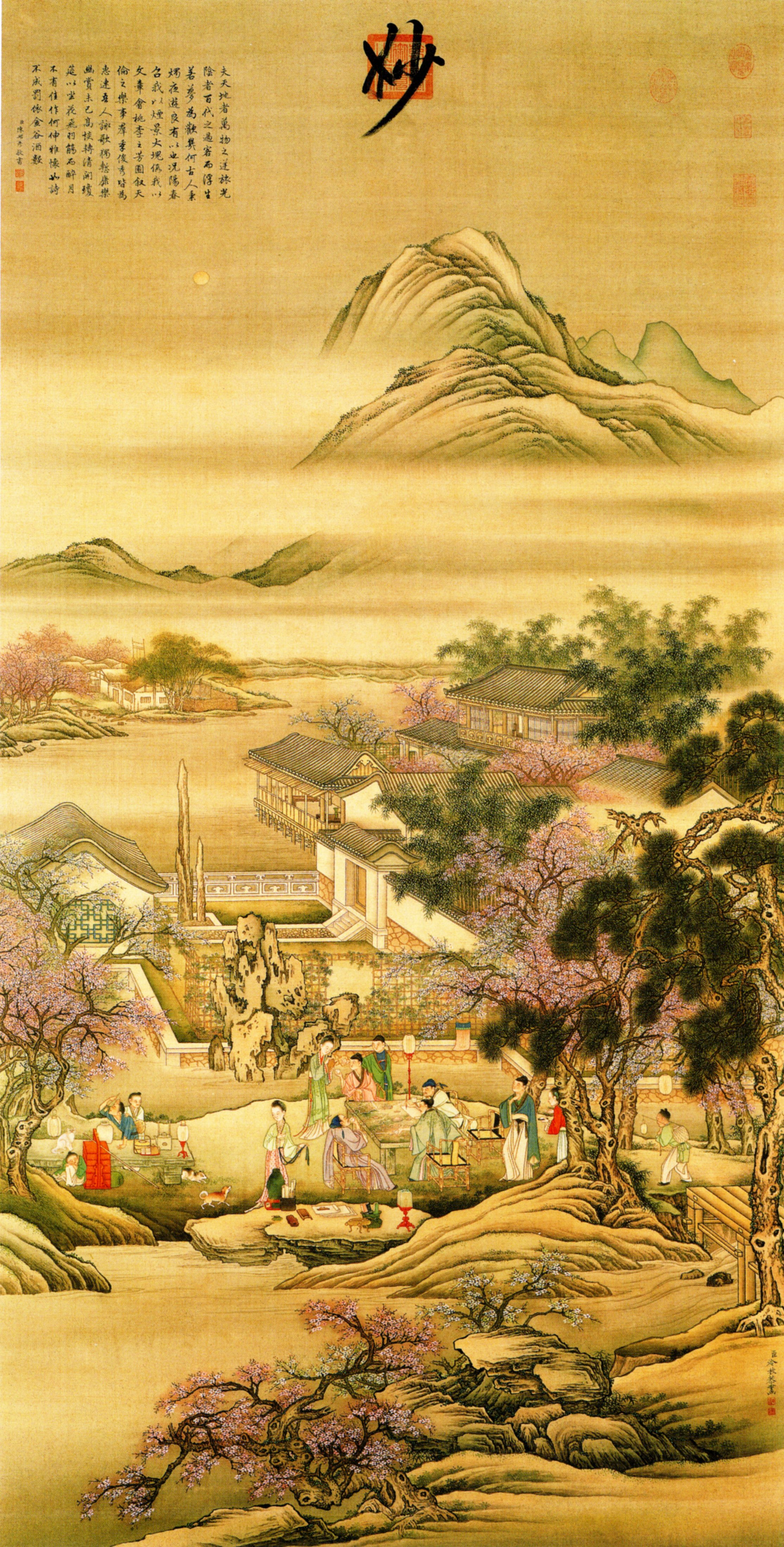
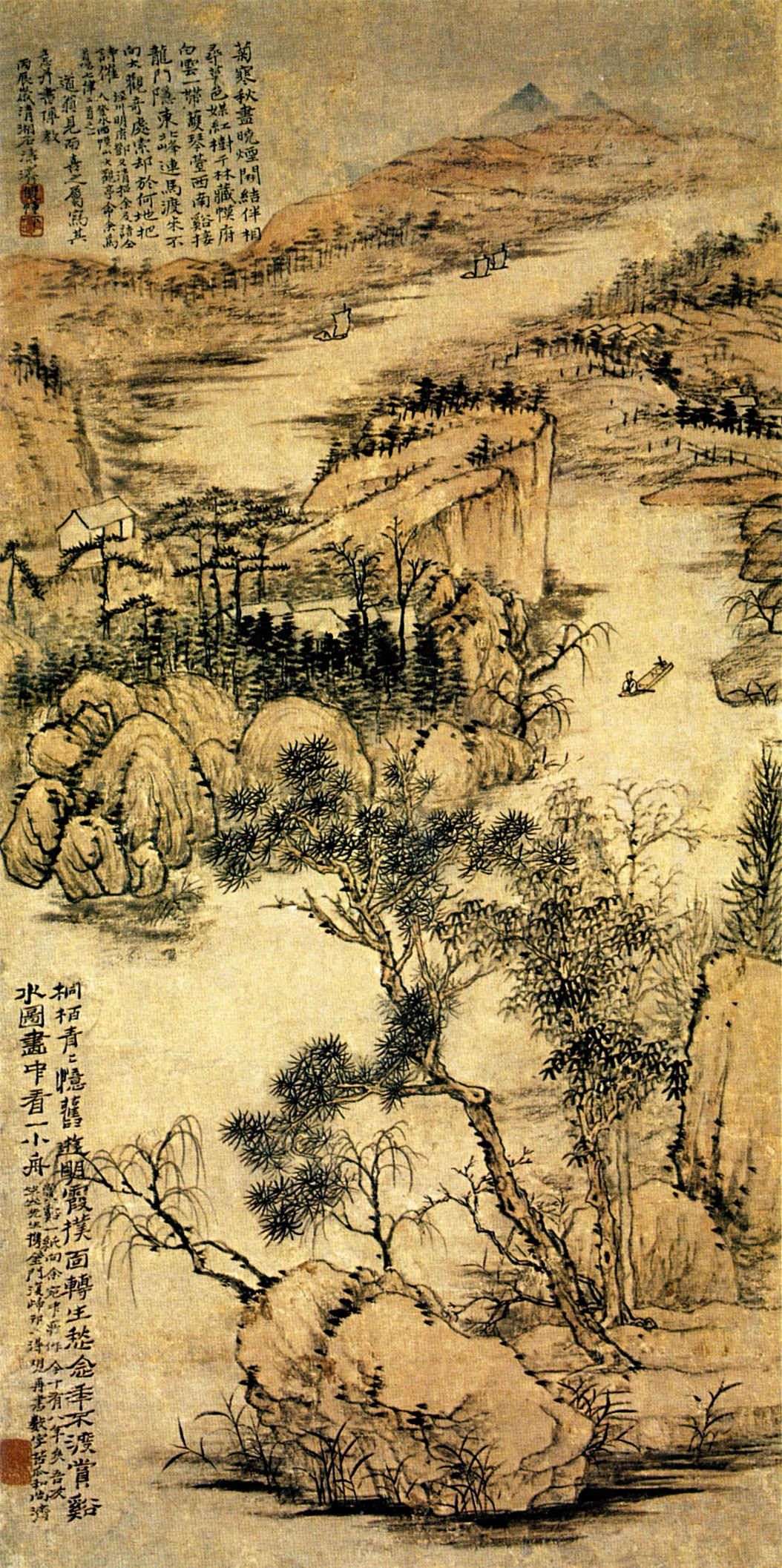
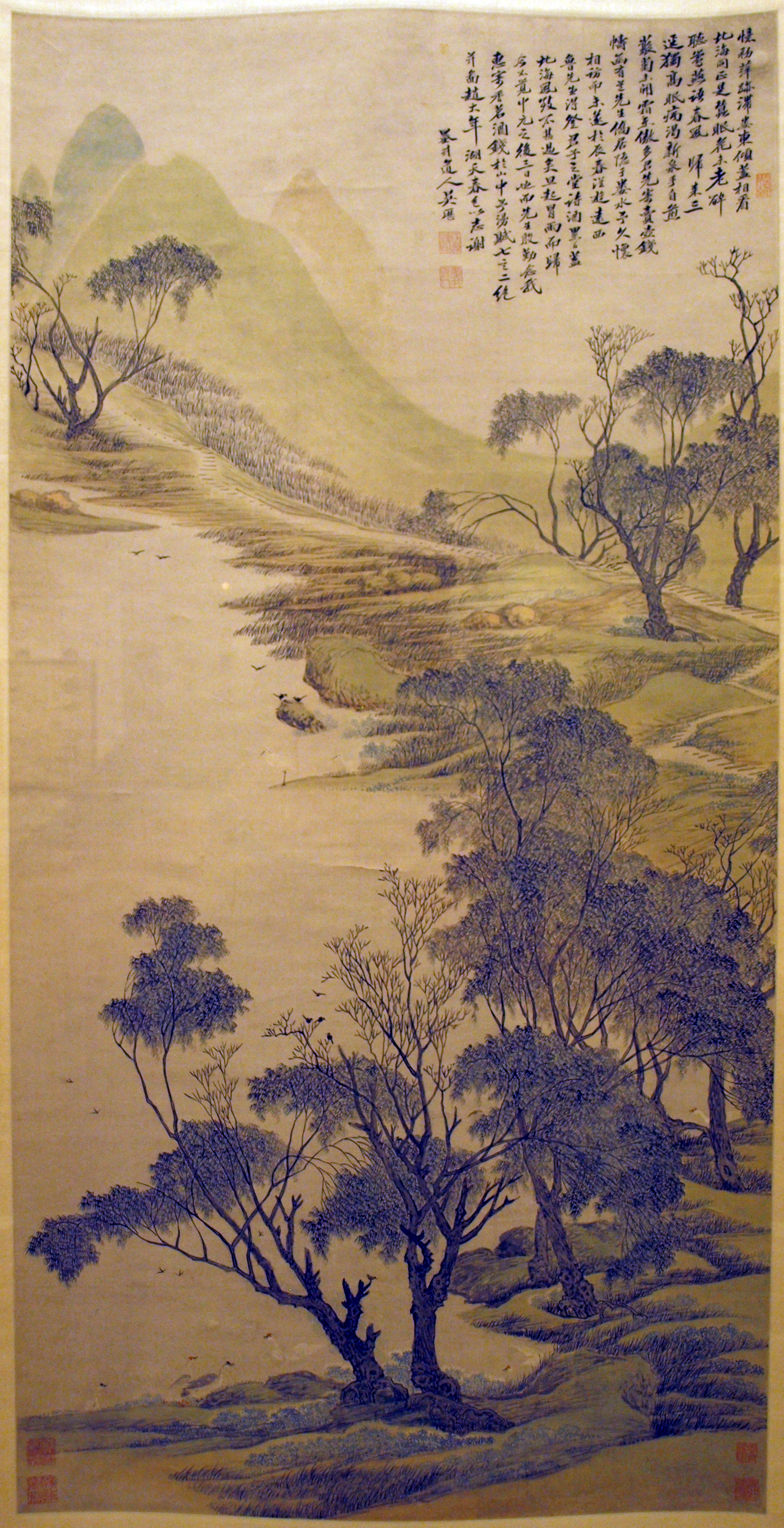
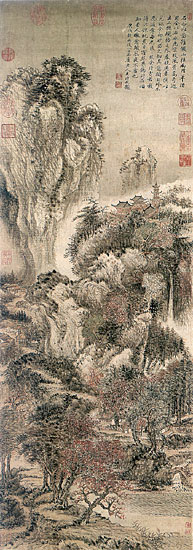
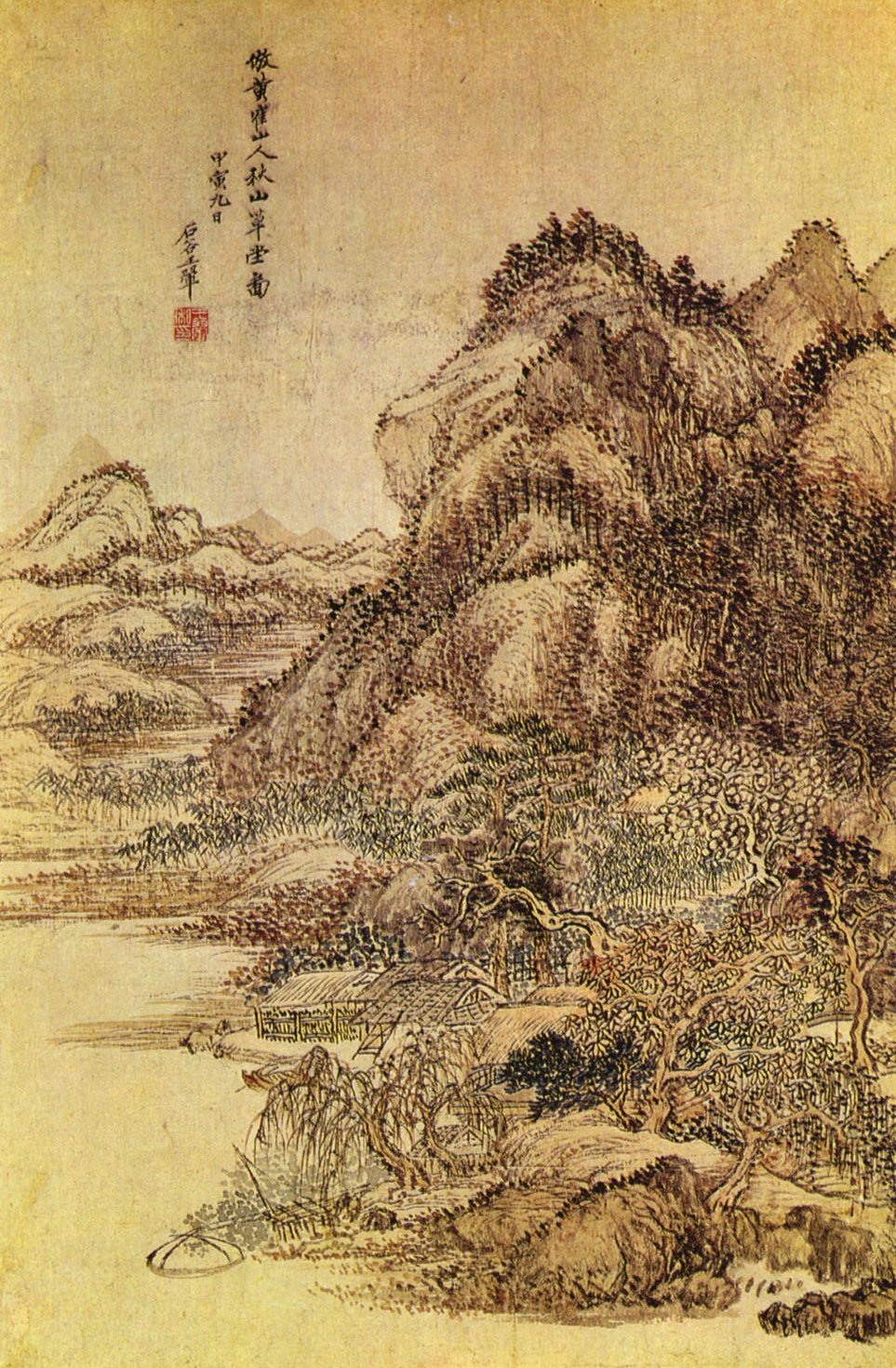
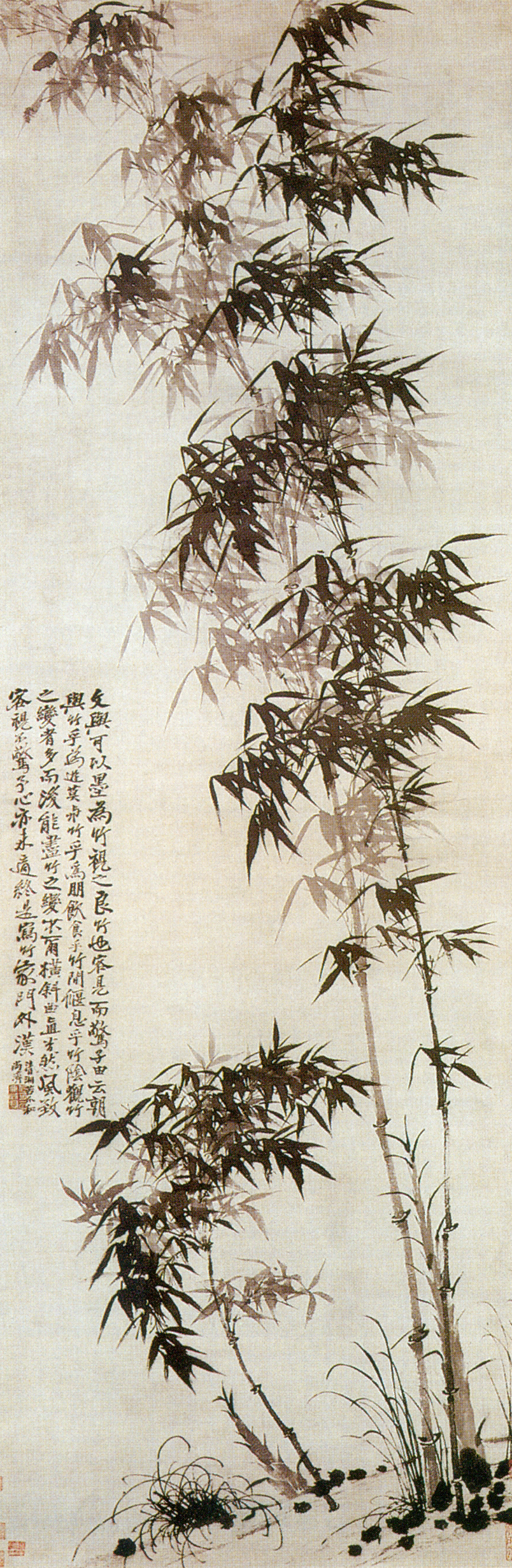

### 現代
自新文化運動開始，中國畫家開始嘗試西方畫法，而油畫亦在此時引入中國。在中華人民共和國早期，畫家被鼓勵從事社會主義現實主義。部分蘇聯的社會主義現實主義在不受改動下完整引入，在那時畫家會被提供主題及被要求大量生產。此規限在1953年開始放寬，而在1956至57年間的百花運動中傳統中國繪畫得到了一次重生。在此期間由表現出農村日常生活的農民藝術畫數量大增。在文化大革命期間，藝術學院被關閉，而有關藝術的期刊及主要藝術展覽被停止，而在破四舊的運動中中國藝術亦受到重大的破壞。在文化大革命後，藝術學院及專業團體再次被成立，亦設立了與外國藝術團體的交流，與此同時中國藝術家亦嘗試新的主題及技巧。

### 当代中国画分支流派
现存于世的当代中国画流派被归纳于三大分支，每支以下又有数个派别：

#### 北方分支
在这里泛指中国画的北方分支，包括以下流派：
- 长安画派：始于二十世纪四十年代，其特点是以西北地区的风景来呈现阳刚美；其风格厚重雄浑、气势磅礴。[10][11]
- 黄土画派：始于二十世纪六十年代，八十年代末、九十年代初获得正式承认。其画风和同样源于西北的长安画派相似，因此有时也被归入长安画派。[10]与长安画派的不同之处在于取材：和以山水为主，较少人物的长安画派相反，黄土画派取材绝大多数为人物，特别是纯人物较多，且农民画气质强烈。[12][13]
- 京津画派：始于二十世纪二十年代的京津地区。[14]其特点之一为画作大量留白，于留白处题诗，用画面上大面积题诗来丰富画意；以齐白石的文人画为代表。[14]另一特点为引入西洋画特点对中国画之改良，例如徐悲鸿所强调的写实，和李可染将西洋画的光影与明暗运用到山水画之中。[14]
- 关东画派：始于二十世纪六十年代的东北地区，其特点是以留白技法为主来表现其他中国画流派很少画的雪景。[15][16]
- 冰雪画派：二十世纪八十年代从关东画派衍生而来，取材和关东画派一样多为东北地区的雪景，不同之处在于技法上着重于传统中国画雪景画法的矾墨技法。[17]

#### 江南分支
江南分支包括以下流派：
- 海上画派：又称上海画派，形成于十九世纪中叶。其特点为：[18]受西洋画设色、反衬、结构等影响，作品色彩浓艳，象征性强。取材以花鸟最多，人物其次、再次山水。笔墨技法明快、简逸，只求意境而略形式。
- 新金陵画派：始于二十世纪六十年代的南京，取材以山水画为主，其特点为技法中运用傅抱石所创的抱石皴。[19][20]
- 新浙派：即浙江中国人物画派（又称浙江人物画派），[21][22]始于二十世纪五十年代。[21][23][22]和以前的浙派绘画之不同之处为新浙派取材完全以人物为主。技法上对西洋画素描改造后引入中国画，削弱物体的体积感与空间性；及明暗光影的作用，突出线在造型中的表现力。[21][23]传统中国画中的人物画主要通过“十八描”等技法来表现人的表情和姿势，衣服褶皱的变化，鲜少刻画人体肌肉和骨骼。而新浙派的水墨人体画多以线条勾勒轮廓，讲究人物本身浑厚的色彩，生动的细微之处；画作强调人体的健壮和自然美，呈现人物张扬的生命气息。[24]

#### 岭南分支
岭南分支包括以下流派：
- 岭南画派：形成于晚清时期，其特点为：[25]以变化繁复多变的笔法体现气韵生动、气势磅礴的境界，在画面上形成反传统的效果，但同时也继承了中国画中注重留白的传统。受西洋印象派的影响，画面赋色十分艳丽，注重光的表现，以色彩渲染衬托水墨，和传统中国画相反。[26][27]
- 岭东画派：是中国广东省潮汕籍画家组成的一个画派，师承海上画派，形成于二十世纪二十年代，故又有广东海派之称。[28]。受闽、沪等江南画风的影响较大，讲格调、重笔墨、清高野逸、推崇写意 、清高野逸。[29]为岭南画派和海上画派之间的过渡。
- 漓江画派：始于二十世纪八十年代中后期，[30]取景以广西当地自然和人文景观为主，田园诗画风为其特点，[30][31][32]注重体现亚热带南方蓬勃的生命活力。[33]技法特点为广泛运用张复兴所创的夹叶双勾描和长锋长皴的画法：夹叶双勾描画法特别适用于画南方亚热带植物，长锋长皴画法则适用于勾画广西当地地貌，特别是桂北的的崇山峻岭。[32]

其他中国大陆当代画派诸如南昌画派、沂蒙画派、敦煌画派、和巴蜀画派因其中的中国画(设色水墨画)作品不占多数，因此不包括在此。

## 有關著作
- 古畫品錄（含"谢赫六法"）
- 歷代名畫記
- 宣和畫譜
- 宋人畫評
- 明代畫論
- 石渠宝笈
- 万木草堂藏画目

## 延伸阅读
[在维基数据编辑]
 《欽定古今圖書集成·理學彙編·字學典·書畫部》，出自陈梦雷《古今圖書集成》